# 慈恩寺 (寒河江市)
慈恩寺（じおんじ）は、山形県寒河江市にある仏教寺院で、現在は慈恩宗の本山。山号は瑞宝山。宗教法人としての登録名は「本山慈恩寺」。

## 概要
行基によって見い出され、聖武天皇の勅によって創建したとされる。その後、鳥羽天皇の勅で再建され、後白河法皇と源頼朝によって山号を与えられた。平安時代は荘園領主である藤原摂関家から、鎌倉時代から室町時代にかけては地頭・寒河江大江氏の庇護を受け、寒河江大江氏が滅ぶと最上氏や江戸幕府によって寺領を認められた。
江戸時代には東北随一の御朱印地を有し、院坊の数は3ヵ院48坊に達した。修験による祈願寺として御朱印地を拝領していたため檀家を持たず、明治の上知令により一山は困窮して帰農する坊が続出した。現在は3ヵ院17坊を伝える。
本尊は弥勒菩薩で、脇侍として地蔵菩薩、釈迦如来、不動明王と降三世明王を配する日本国内でも珍しい五尊形式である。創建当初は八幡大菩薩を鎮守神として祭っていたが、時代の変化とともに法相宗、真言宗、天台宗を取り入れ、現在は天台宗真言宗兼学の一山寺院として慈恩宗を称する。
境内地は周囲の中世城館群や行場などとともに2014年10月に国の史跡に指定された。

## 地勢
慈恩寺は山形盆地葉山の山裾の、寒河江川扇状地より一段高い段丘上に位置する。院坊屋敷地と境内地は概ね東西700m、南北200mの範囲に収まる。扇状地辺縁は標高約125mで仁王坂を上ると標高約146m、参道を160m進むと標高156mとなる。参道の階段が比高差約13mあり、山門は標高169mに位置する。山門をくぐると階段があり、本堂が位置する平坦地は概ね標高172mである。参道付近の院坊屋敷地は東側が標高180mの尾根に囲まれており、西へ行くに従って緩やかに下るが、田沢川によって隔絶される。つまり、南は比高差20m以上の崖地、東は標高180mの尾根、西は田沢川、北は葉山の山塊に守られている。さらに、この外側に結界を守る4つの神社があり、西は史跡に含まれる八面大荒神（はちめんだいこうじん）、東は箕輪の折居権現、南は八鍬の鹿島神社、北は白山権現である。この結界は東西2.1km、南北3.6kmに及ぶ。

## 歴史

### 奈良時代（創建）
伝承によれば、神亀元年（724年）に行基がこの地を選び、天平18年（746年）に聖武天皇の勅により婆羅門僧正菩提僊那が寺院を建立したのに始まるとされる。山号を寒江山とし、大慈恩律寺と称した。
しかし、奈良時代盛時の勅願寺であれば平地に七堂伽藍を建築するべきところを、慈恩寺は山中に伽藍を構築しており山岳寺院の傾向を持つ。麻木脩平によれば、慈恩寺開創の時期は平安初期の9世紀と考えられるという。その根拠として第一に、全国的に弥勒菩薩を本尊とするか本尊に準ずる扱いを受けている寺院はほとんどが平安初期に創立されたものであること。第二に永仁の大火（1296年、後述）で焼失した本尊は平安初期に盛行した檀像風の像であったと考えられること。第三に慈恩寺が、寺号や弥勒菩薩との関わりが深い法相教学の寺院として創建されたと考えると、この寺を開いた僧侶は南都（奈良）仏教系の人であると考えられ、南都系僧侶が出羽国にまで教線を拡大する情熱と力を失っていない時期は平安初期までで、それ以後とは考えられない。法相宗の徳一が会津で活動したのは9世紀前半であり、山形県内にも徳一開基を伝える寺院があり、南都の法相宗が県内に進出したのはほぼ確実なことを挙げている。さらに、平安時代に出羽国に設置された定額寺の中に慈恩寺の名が見えないことから、慈恩寺は当初、定額寺に列せられるような規模の大きな寺ではなく、小規模な法相系の私寺だったのではないかと論じた。
本山慈恩寺管長布施慶典の『法相宗について』によれば、現在でも本堂で行われる行事、修正会・一切経会などは法相宗の様式を伝えているという。

### 平安時代（再興）
天仁元年（1108年）、鳥羽上皇の勅宣により藤原基衡が阿弥陀堂（常行堂）、釈迦堂（一切経堂）、丈六堂を新造し、鳥羽院より下賜された阿弥陀三尊を阿弥陀堂に、釈迦三尊と下賜された一切経五千余巻を釈迦堂に、基衡が奉納した丈六尺の釈迦像を丈六堂に安置した（『瑞宝山慈恩寺伽藍記』）。このとき山号を雷雲山と改め、鎮守として白山権現を加えた（『慈恩寺縁起』）。一切経の納入や丈六釈迦如来像の建立など藤原清衡の建立した天台宗毛越寺との類似点は多い。既に寛徳2年（1045年）の時点で寒河江荘は摂関家領として成立していたことから、天仁の再興時の荘園領主で当時摂政だった藤原忠実が信仰していた天台宗の影響も考えられる。仁平年間（1151年 - 1153年）に興福寺の願西上人を本願者、平忠盛を奉行として再興した（『瑞宝山慈恩寺伽藍記』）。興福寺は藤原摂関家の氏寺であり、法相宗の総本山であった。寒河江荘の荘園主である藤原氏の庇護と、公卿への昇進を目前に控えた忠盛の財力をうかがわせる。また、慈恩寺再建にあたっての藤原基衡から平忠盛への奉行の転換については、久安5年（1149年） - 仁平3年（1153年）にかけて奥州藤原氏と藤原摂関家が年貢増徴をめぐって争ったことが遠因ではないかとの指摘もある。
堀裕は「興福寺」願西上人は寒河江荘で活躍した法華経を信奉する修行僧ではなかったかと論じている。堀によれば、12世紀の慈恩寺の什物や建築物には天台宗の影響が色濃く見え、後の天台宗と真言宗の争いにより、天台宗が主流であった痕跡を寺伝から消すために、法相宗の総本山である「興福寺」願西上人を作り出したのではないか、とする。
鳥羽天皇が崩御した保元元年（1156年）、保元の乱が起こり実権を握った後白河天皇の勅宣により今熊野十二所権現を勧進して社殿を建立する。保元2年（1157年）に火災で本堂が焼失するも、永暦元年（1160年）に再建された。この前年（1159年）平治の乱が起こっており、後白河院と二条天皇の対立は膠着状態であったが、やがて二条天皇及び関白藤原忠通が実権を握っていく。しかし、長寛2年（1164年）に忠通が、翌1165年に二条天皇が立て続けに死去すると、幼少の六条天皇を忠通の子藤原基実が摂政として補佐するものの永万2年（1166年）に急死してしまう。基実に伝領されていた寒河江荘は藤原基通が成人するまでの間、平盛子が一時的に預かるという形で、盛子の父平清盛の影響下に入った。平家との協調路線を模索していた後白河上皇もこれを黙認し、後白河の院政が開始する。 しかし安元2年（1176年）に後白河の寵愛を受けた平滋子が死去すると後白河と清盛の間にも亀裂が入り、鹿ケ谷の陰謀・平重盛の死去で関係は修復不可能になっていく。
やがて治承3年（1179年）に平盛子が24歳で死去すると、盛子が一時的に相続した摂関家領の相続問題が発生する。盛子が准母となっていた高倉天皇への伝領を清盛が画策したのに対して、摂政氏長者松殿基房が伝領を求めて後白河へ訴えたのである。後白河はこれに介入して自己の管理下に置いてしまう。これが引き金となり治承三年の政変が起こり後白河は院政を停止され、藤原基通が関白・氏長者となり、寒河江荘も摂関家領に戻った。関白・藤原基通は平家の都落ちに際して京都に残り、後白河院の側近となって度々関白を務め、後白河の死後も関白・摂政を歴任した。
文治元年（1185年）、後白河法皇の院宣と源頼朝の下文により、瑞宝山の山号を賜った。この時、高野山（金剛峯寺）の弘俊阿闍梨により真言宗がもたらされ、翌文治2年（1186年）、法皇の院宣により熊野権現社殿が修造された。白山権現は鎮守から外れることになり、天台宗も中心的役割を失っていく。後白河法皇は生涯34度におよび熊野を詣でており、その信仰心がこの地方まで影響していたことを示している。弘俊は修験を導入し、葉山を奥の院として葉山修験の中心地となった。

### 鎌倉時代（中興と大江氏）

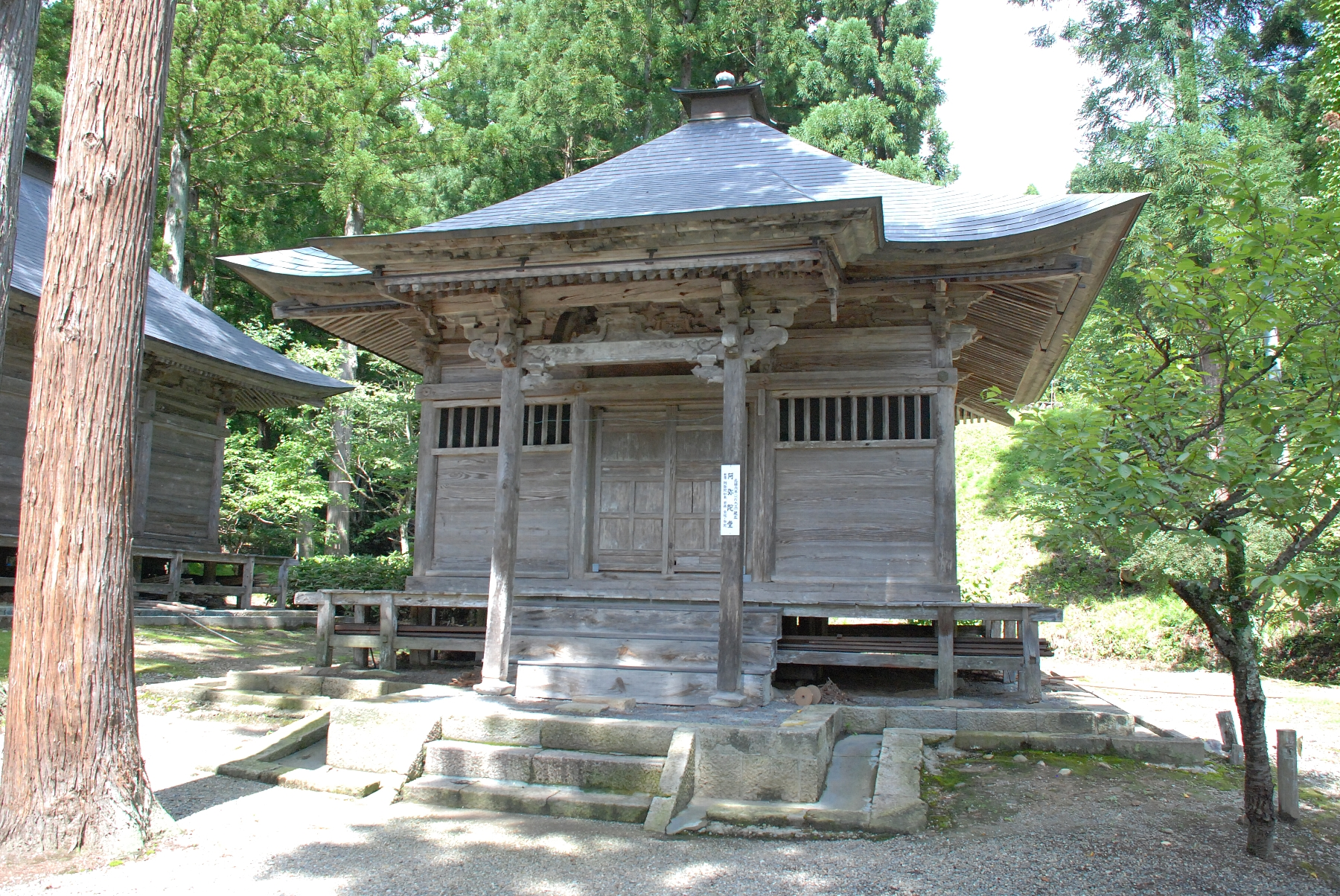
阿弥陀堂

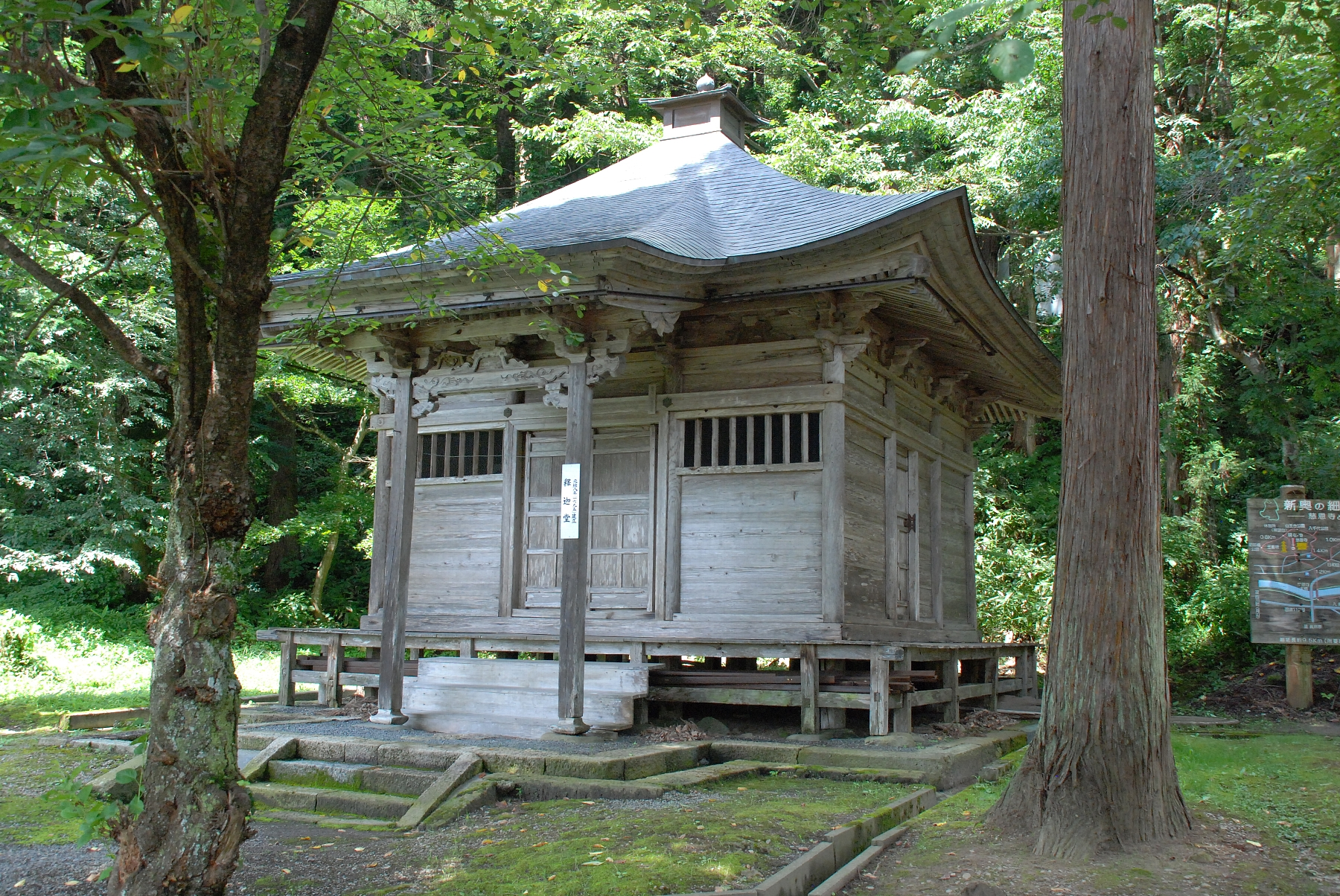
釈迦堂

文治5年（1189年）に奥州藤原氏が滅び、寒河江荘の地頭に大江広元が補任されると、慈恩寺も次第に大江氏(寒河江氏)の庇護を受けるようになる。広元の長男大江親広は建久3年（1192年）に寒河江荘を譲り受けるが、承久3年（1221年）承久の乱で失脚し寒河江荘に隠棲する。ただし、親広の子の大江広時、広時の子の大江政広は鎌倉幕府の要職にあり鎌倉に定住していたため、政広の子の大江元顕が初めて寒河江に入部したと言われている。『永正本大江系図』によれば、広元の末子・尊俊が別当坊を継いだことが記録され、『最上院系図』によると親広の孫・成広が別当二十二代を相続して幸繁を称し、三十代幸海・三十五代幸道も大江氏から入った。このことは端的に、慈恩寺と大江氏が密接な関係を結んでいたことを示している。安貞2年（1228年）、勧進僧恵玄房経円が白山神社御宝前に木造の聖観音懸仏を納める（奈良国立博物館所蔵）。正応3年（1290年）、良源阿闍梨により求聞持堂が築造され、虚空蔵菩薩像を安置して聞持院と称した。ここでは虚空蔵求聞持法という密教の修行を行った。ここには、これ以前に薬師堂が建てられており、薬師三尊及び十二神将を安置していたという。永仁4年（1296年）に火災で本堂及び本尊弥勒菩薩以下の諸仏が焼亡するが、正安元年（1299年）に再建が開始され、8年後に完成している。
正慶2年（1333年）、鎌倉幕府が新田義貞によって攻め込まれると、中央で鎌倉方に与した大江貞広なども北条高時に殉じた。貞広の弟懐顕や子顕広は寒河江氏を頼って落ち延びてくることになるが（『大行院大江系図』）、このことが契機となり、寒河江氏は南朝方陸奥守北畠顕家の配下に付いた。元顕の子元政は建武3年（1336年）に北畠軍による足利尊氏の攻撃に参加し、戦功を挙げている（『金仲山眼明阿弥陀尊略縁起』）。しかし、尊氏が軍を立て直して京を奪回すると延元3年（1338年）には北畠顕家が和泉国堺石津で戦死。同年、新田義貞が戦死し、翌年には後醍醐天皇が没して南朝は苦戦を強いられるようになる。東北地方においては、北畠顕家の弟北畠顕信が下向し、寒河江氏はその元で寒河江荘北方を奪還するなど慈恩寺近辺においても戦乱の様相を呈する。文和3年/正平9年（1354年）、斯波家兼が北朝の奥州管領として下向すると陸奥国は北朝の勢力下となり、延文元年／正平11年（1356年）、子の斯波兼頼が出羽国に進出し、延文4年／正平14年（1359年）に大江元政が打ち取られたという。
これ以降、寒河江氏は斯波氏（後の最上氏）の圧力にさらされることになり、延文元年／正平11年（1356年）に火災で慈恩寺本堂・釈迦堂以外が焼亡しているが、大規模な造修の記述も乏しくなる。さらには応安元年／正平23年（1368年）、大江氏と斯波氏は漆川の戦いで激突し、大江氏は滅亡こそ免れたものの寒河江時氏以外の一族61人を失うという壊滅的な打撃を受けて北朝へ降伏。時氏の子元時を鎌倉に人質として出し、所領は縮小されたものの安堵された。これ以降、東国における南朝側の組織的な抵抗は収束し、慈恩寺も一時の平穏を得ることになる。しかし、慈恩寺を庇護する寒河江氏の勢力縮小は、寺社経営を宗徒による自活へと舵を切らせる。
康暦2年／天授6年（1380年）、伊達氏が長井氏領置賜に侵攻し、鎌倉公方が近隣豪族へ救援を命令して退却させることに成功する。しかし伊達氏の侵攻は執拗に続き、至徳2年／元中2年（1385年）に長井氏は本拠地置賜郡を失い衰退してしまう。伊達氏と長井氏はともに北朝側であり、伊達氏は国人領主として力を蓄え、長井氏は室町幕府の要職であった。伊達氏のこの行動は幕府権力からの強い独立志向を感じさせる。この伊達氏の侵攻により、寒河江氏は伊達氏・最上氏と接することになり、双方の内訌や争いに度々巻き込まれることになる。応永2年（1395年）、慈恩寺衆徒が弥勒堂の神輿を箕輪郷（寒河江市箕輪）に振置きして、箕輪郷を寺領としたという。応永6年（1399年）、稲村・篠川に鎌倉方の御所が開設されると、伊達・大崎氏が反旗を翻し幕府（京都）側がこれを支持したため、京都、鎌倉の代理戦争が勃発する。寒河江氏はこの時、幼少期を人質として鎌倉で過ごした寒河江元時の時代であったので鎌倉側に付いたと思われ、応永9年（1401年）には伊達氏苅田城攻めに参加している（『戸沢家譜』）。結局、永享の乱の終結により稲村・篠川御所が廃止される1440年頃まで小規模な戦乱状態であったと考えられる。
| 大江広元 | 大江広元 | 大江広元 | 大江広元 | 大江広元 | 大江広元 |  |  | 親広（寒河江荘地頭） | 親広（寒河江荘地頭） | 親広（寒河江荘地頭） | 親広（寒河江荘地頭） | 親広（寒河江荘地頭） | 親広（寒河江荘地頭） |  |  | 広時 | 広時 | 広時 | 広時 | 広時 | 広時 |  |  | 政広 | 政広 | 政広 | 政広 | 政広 | 政広 |  |  | 元顕 | 元顕 | 元顕 | 元顕 | 元顕 | 元顕 |  |  | 元政 | 元政 | 元政 | 元政 | 元政 | 元政 |  |  | 時茂 | 時茂 | 時茂 | 時茂 | 時茂 | 時茂 |  |  | 溝延茂信   | 溝延茂信   | 溝延茂信   | 溝延茂信   | 溝延茂信   | 溝延茂信   |  |  | 時氏 | 時氏 | 時氏 | 時氏 | 時氏 | 時氏 |
| 大江広元 | 大江広元 | 大江広元 | 大江広元 | 大江広元 | 大江広元 |  |  | 親広（寒河江荘地頭） | 親広（寒河江荘地頭） | 親広（寒河江荘地頭） | 親広（寒河江荘地頭） | 親広（寒河江荘地頭） | 親広（寒河江荘地頭） |  |  | 広時 | 広時 | 広時 | 広時 | 広時 | 広時 |  |  | 政広 | 政広 | 政広 | 政広 | 政広 | 政広 |  |  | 元顕 | 元顕 | 元顕 | 元顕 | 元顕 | 元顕 |  |  | 元政 | 元政 | 元政 | 元政 | 元政 | 元政 |  |  | 時茂 | 時茂 | 時茂 | 時茂 | 時茂 | 時茂 |  |  | 溝延茂信   | 溝延茂信   | 溝延茂信   | 溝延茂信   | 溝延茂信   | 溝延茂信   |  |  | 時氏 | 時氏 | 時氏 | 時氏 | 時氏 | 時氏 |
|          |          |          |          |          |          |  |  |                      |                      |                      |                      |                      |                      |  |  |      |      |      |      |      |      |  |  |      |      |      |      |      |      |  |  |      |      |      |      |      |      |  |  |      |      |      |      |      |      |  |  |      |      |      |      |      |      |  |  |            |            |            |            |            |            |  |  |      |      |      |      |      |      |
|          |          |          |          |          |          |  |  | 時広（長井氏）       | 時広（長井氏）       | 時広（長井氏）       | 時広（長井氏）       | 時広（長井氏）       | 時広（長井氏）       |  |  |      |      |      |      |      |      |  |  |      |      |      |      |      |      |  |  | 広顕 | 広顕 | 広顕 | 広顕 | 広顕 | 広顕 |  |  | 貞広 | 貞広 | 貞広 | 貞広 | 貞広 | 貞広 |  |  | 顕広 | 顕広 | 顕広 | 顕広 | 顕広 | 顕広 |  |  |            |            |            |            |            |            |  |  | 家広 | 家広 | 家広 | 家広 | 家広 | 家広 |
|          |          |          |          |          |          |  |  | 時広（長井氏）       | 時広（長井氏）       | 時広（長井氏）       | 時広（長井氏）       | 時広（長井氏）       | 時広（長井氏）       |  |  |      |      |      |      |      |      |  |  |      |      |      |      |      |      |  |  | 広顕 | 広顕 | 広顕 | 広顕 | 広顕 | 広顕 |  |  | 貞広 | 貞広 | 貞広 | 貞広 | 貞広 | 貞広 |  |  | 顕広 | 顕広 | 顕広 | 顕広 | 顕広 | 顕広 |  |  |            |            |            |            |            |            |  |  | 家広 | 家広 | 家広 | 家広 | 家広 | 家広 |
|          |          |          |          |          |          |  |  |                      |                      |                      |                      |                      |                      |  |  |      |      |      |      |      |      |  |  |      |      |      |      |      |      |  |  |      |      |      |      |      |      |  |  |      |      |      |      |      |      |  |  |      |      |      |      |      |      |  |  |            |            |            |            |            |            |  |  |      |      |      |      |      |      |
|          |          |          |          |          |          |  |  | 宗元（那波氏）       | 宗元（那波氏）       | 宗元（那波氏）       | 宗元（那波氏）       | 宗元（那波氏）       | 宗元（那波氏）       |  |  |      |      |      |      |      |      |  |  |      |      |      |      |      |      |  |  |      |      |      |      |      |      |  |  | 懐広 | 懐広 | 懐広 | 懐広 | 懐広 | 懐広 |  |  |      |      |      |      |      |      |  |  | 元時       | 元時       | 元時       | 元時       | 元時       | 元時       |  |  | 氏政 | 氏政 | 氏政 | 氏政 | 氏政 | 氏政 |
|          |          |          |          |          |          |  |  | 宗元（那波氏）       | 宗元（那波氏）       | 宗元（那波氏）       | 宗元（那波氏）       | 宗元（那波氏）       | 宗元（那波氏）       |  |  |      |      |      |      |      |      |  |  |      |      |      |      |      |      |  |  |      |      |      |      |      |      |  |  | 懐広 | 懐広 | 懐広 | 懐広 | 懐広 | 懐広 |  |  |      |      |      |      |      |      |  |  | 元時       | 元時       | 元時       | 元時       | 元時       | 元時       |  |  | 氏政 | 氏政 | 氏政 | 氏政 | 氏政 | 氏政 |
|          |          |          |          |          |          |  |  |                      |                      |                      |                      |                      |                      |  |  |      |      |      |      |      |      |  |  |      |      |      |      |      |      |  |  |      |      |      |      |      |      |  |  |      |      |      |      |      |      |  |  |      |      |      |      |      |      |  |  |            |            |            |            |            |            |  |  |      |      |      |      |      |      |
|          |          |          |          |          |          |  |  | 季光（毛利氏）       | 季光（毛利氏）       | 季光（毛利氏）       | 季光（毛利氏）       | 季光（毛利氏）       | 季光（毛利氏）       |  |  |      |      |      |      |      |      |  |  | 重祐 | 重祐 | 重祐 | 重祐 | 重祐 | 重祐 |  |  | 元氏 | 元氏 | 元氏 | 元氏 | 元氏 | 元氏 |  |  | 幸海 | 幸海 | 幸海 | 幸海 | 幸海 | 幸海 |  |  |      |      |      |      |      |      |  |  |            |            |            |            |            |            |  |  | 冬政 | 冬政 | 冬政 | 冬政 | 冬政 | 冬政 |
|          |          |          |          |          |          |  |  | 季光（毛利氏）       | 季光（毛利氏）       | 季光（毛利氏）       | 季光（毛利氏）       | 季光（毛利氏）       | 季光（毛利氏）       |  |  |      |      |      |      |      |      |  |  | 重祐 | 重祐 | 重祐 | 重祐 | 重祐 | 重祐 |  |  | 元氏 | 元氏 | 元氏 | 元氏 | 元氏 | 元氏 |  |  | 幸海 | 幸海 | 幸海 | 幸海 | 幸海 | 幸海 |  |  |      |      |      |      |      |      |  |  |            |            |            |            |            |            |  |  | 冬政 | 冬政 | 冬政 | 冬政 | 冬政 | 冬政 |
|          |          |          |          |          |          |  |  |                      |                      |                      |                      |                      |                      |  |  |      |      |      |      |      |      |  |  |      |      |      |      |      |      |  |  |      |      |      |      |      |      |  |  |      |      |      |      |      |      |  |  |      |      |      |      |      |      |  |  |            |            |            |            |            |            |  |  |      |      |      |      |      |      |
|          |          |          |          |          |          |  |  | 忠成（海東氏）       | 忠成（海東氏）       | 忠成（海東氏）       | 忠成（海東氏）       | 忠成（海東氏）       | 忠成（海東氏）       |  |  |      |      |      |      |      |      |  |  |      |      |      |      |      |      |  |  |      |      |      |      |      |      |  |  |      |      |      |      |      |      |  |  |      |      |      |      |      |      |  |  | 寒河江時氏 | 寒河江時氏 | 寒河江時氏 | 寒河江時氏 | 寒河江時氏 | 寒河江時氏 |  |  | 元時 | 元時 | 元時 | 元時 | 元時 | 元時 |
|          |          |          |          |          |          |  |  | 忠成（海東氏）       | 忠成（海東氏）       | 忠成（海東氏）       | 忠成（海東氏）       | 忠成（海東氏）       | 忠成（海東氏）       |  |  |      |      |      |      |      |      |  |  |      |      |      |      |      |      |  |  |      |      |      |      |      |      |  |  |      |      |      |      |      |      |  |  |      |      |      |      |      |      |  |  | 寒河江時氏 | 寒河江時氏 | 寒河江時氏 | 寒河江時氏 | 寒河江時氏 | 寒河江時氏 |  |  | 元時 | 元時 | 元時 | 元時 | 元時 | 元時 |
|          |          |          |          |          |          |  |  |                      |                      |                      |                      |                      |                      |  |  |      |      |      |      |      |      |  |  |      |      |      |      |      |      |  |  |      |      |      |      |      |      |  |  |      |      |      |      |      |      |  |  |      |      |      |      |      |      |  |  |            |            |            |            |            |            |  |  |      |      |      |      |      |      |
|          |          |          |          |          |          |  |  | 尊俊（慈恩寺別当）   |                      |                      |                      |                      |                      |  |  |      |      |      |      |      |      |  |  |      |      |      |      |      |      |  |  |      |      |      |      |      |      |  |  |      |      |      |      |      |      |  |  |      |      |      |      |      |      |  |  |            |            |            |            |            |            |  |  |      |      |      |      |      |      |
|          |          |          |          |          |          |  |  |                      |                      |                      |                      |                      |                      |  |  |      |      |      |      |      |      |  |  |      |      |      |      |      |      |  |  |      |      |      |      |      |      |  |  |      |      |      |      |      |      |  |  |      |      |      |      |      |      |  |  |            |            |            |            |            |            |  |  |      |      |      |      |      |      |

### 戦国時代〜江戸時代

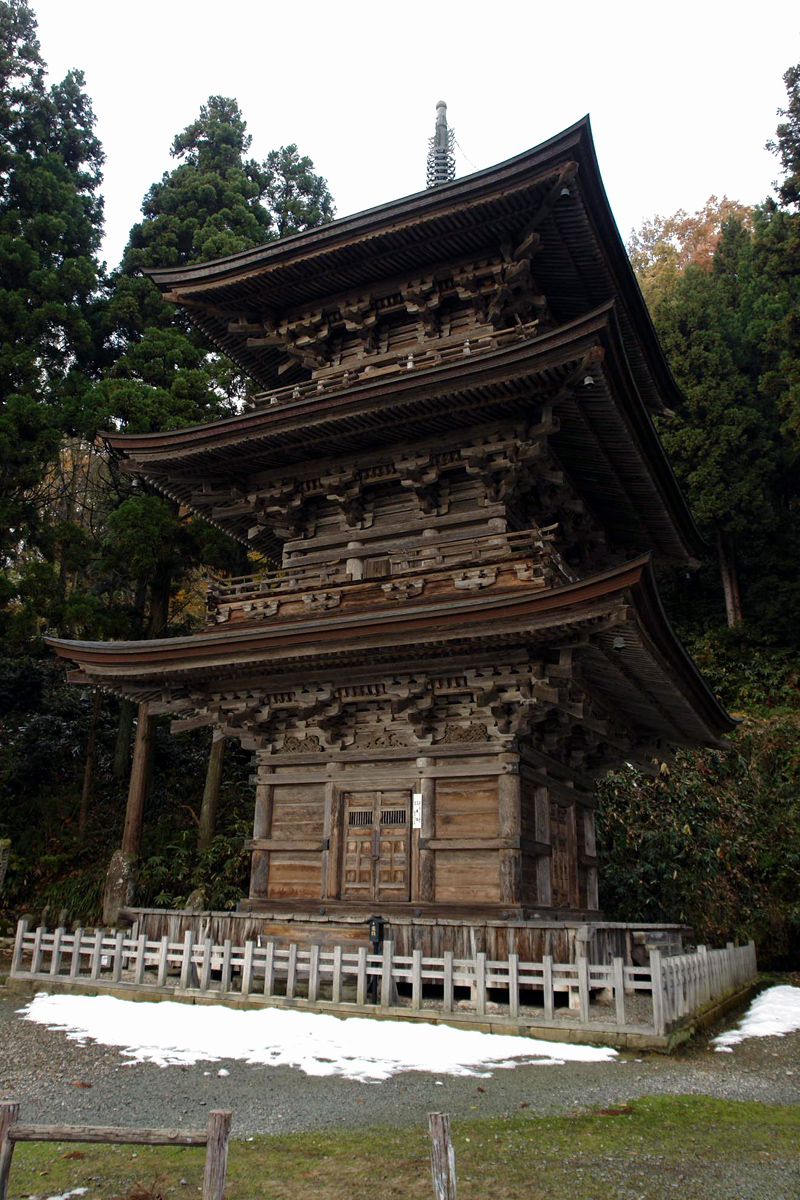
三重塔

応仁元年（1467年）に応仁の乱が始まると室町幕府の衰微が明らかとなり、東北地方においても国人領主の台頭が顕著になる。文明11年（1479年）伊達氏が寒河江城を攻めるが、寒河江氏一族の結束に乱れがあり、慈恩寺弥勒堂に誓紙を納めている（『幹縁疏』）。この時は冬の厳しさにより干戈を交えず撤退した伊達氏だったが、文明12年1480年）に再び侵攻すると菖蒲沼（現：寒河江市大字寒河江字菖蒲沼）付近で激闘となり、寒河江氏は伊達側大将桑折播磨守を討ち取っている。同年、桑折播磨守の菩提を弔う時宗松蔵寺が開かれ、後に最上院滅罪の寺となった。永正元年（1504年）、山形城主最上義定が寒河江領に攻め入り、兵火により一山仏閣、坊舎が悉く焼亡してしまう。これと同時に宝物も散失してしまったが、本堂の諸仏は難を逃れ1躯も焼失しなかった（『瑞宝山慈恩寺伽藍記』）。仮本堂が築造されるが、寒河江氏において白岩氏・溝延氏・左沢氏などの庶流が独立傾向を強めたことや、伊達氏・最上氏の抗争に度々巻き込まれたことから往時の本堂を再建する余力はなく、再建は江戸時代を待つことになる。天文年間（1532年 - 1555年）に葉山との関係を断ち、これ以降は三合山（十部一峠）を奥の院とした。このことが契機となり葉山修験は次第に衰退し、江戸時代には出羽三山から葉山が外れることになる。天正11年（1583年）最上氏は庄内武藤氏（大宝寺氏）の攻略を企図し、武藤義氏は家臣前森氏に謀反を起こされてしまう。寒河江高基は義氏救援のために六十里越を庄内に向けて進軍したが、途中で義氏自害の報に接し、引き返している。この時、高基は大綱注連寺より三千仏の画像三幅対を持ち帰り、慈恩寺弥勒堂に寄進した。天正12年（1584年）最上氏の攻撃により高基が自害し寒河江氏が滅亡すると、慈恩寺は最上氏の庇護を受けるようになり、所領は黒印地として安堵された。
| 寒河江元時 | 寒河江元時 | 寒河江元時 | 寒河江元時 | 寒河江元時 | 寒河江元時 |  |  | 元高 | 元高 | 元高 | 元高 | 元高 | 元高 |  |  | 高重 | 高重 | 高重 | 高重 | 高重 | 高重 |  |  | 広重 | 広重 | 広重 | 広重 | 広重 | 広重 |  |  |      |      |      |      |      |      |  |  |      |      |      |      |      |      |  |  |      |      |      |      |      |      |  |  |      |      |      |      |      |      |  |  |                |                |                |                |                |                |
| 寒河江元時 | 寒河江元時 | 寒河江元時 | 寒河江元時 | 寒河江元時 | 寒河江元時 |  |  | 元高 | 元高 | 元高 | 元高 | 元高 | 元高 |  |  | 高重 | 高重 | 高重 | 高重 | 高重 | 高重 |  |  | 広重 | 広重 | 広重 | 広重 | 広重 | 広重 |  |  |      |      |      |      |      |      |  |  |      |      |      |      |      |      |  |  |      |      |      |      |      |      |  |  |      |      |      |      |      |      |  |  |                |                |                |                |                |                |
|            |            |            |            |            |            |  |  |      |      |      |      |      |      |  |  |      |      |      |      |      |      |  |  |      |      |      |      |      |      |  |  |      |      |      |      |      |      |  |  |      |      |      |      |      |      |  |  |      |      |      |      |      |      |  |  |      |      |      |      |      |      |  |  |                |                |                |                |                |                |
|            |            |            |            |            |            |  |  |      |      |      |      |      |      |  |  | 為広 | 為広 | 為広 | 為広 | 為広 | 為広 |  |  | 知広 | 知広 | 知広 | 知広 | 知広 | 知広 |  |  | 宗広 | 宗広 | 宗広 | 宗広 | 宗広 | 宗広 |  |  | 孝広 | 孝広 | 孝広 | 孝広 | 孝広 | 孝広 |  |  |      |      |      |      |      |      |  |  |      |      |      |      |      |      |  |  |                |                |                |                |                |                |
|            |            |            |            |            |            |  |  |      |      |      |      |      |      |  |  | 為広 | 為広 | 為広 | 為広 | 為広 | 為広 |  |  | 知広 | 知広 | 知広 | 知広 | 知広 | 知広 |  |  | 宗広 | 宗広 | 宗広 | 宗広 | 宗広 | 宗広 |  |  | 孝広 | 孝広 | 孝広 | 孝広 | 孝広 | 孝広 |  |  |      |      |      |      |      |      |  |  |      |      |      |      |      |      |  |  |                |                |                |                |                |                |
|            |            |            |            |            |            |  |  |      |      |      |      |      |      |  |  |      |      |      |      |      |      |  |  |      |      |      |      |      |      |  |  |      |      |      |      |      |      |  |  |      |      |      |      |      |      |  |  |      |      |      |      |      |      |  |  |      |      |      |      |      |      |  |  |                |                |                |                |                |                |
|            |            |            |            |            |            |  |  |      |      |      |      |      |      |  |  |      |      |      |      |      |      |  |  | 幸道 | 幸道 | 幸道 | 幸道 | 幸道 | 幸道 |  |  |      |      |      |      |      |      |  |  | 広種 | 広種 | 広種 | 広種 | 広種 | 広種 |  |  | 兼広 | 兼広 | 兼広 | 兼広 | 兼広 | 兼広 |  |  | 高基 | 高基 | 高基 | 高基 | 高基 | 高基 |  |  |                |                |                |                |                |                |
|            |            |            |            |            |            |  |  |      |      |      |      |      |      |  |  |      |      |      |      |      |      |  |  | 幸道 | 幸道 | 幸道 | 幸道 | 幸道 | 幸道 |  |  |      |      |      |      |      |      |  |  | 広種 | 広種 | 広種 | 広種 | 広種 | 広種 |  |  | 兼広 | 兼広 | 兼広 | 兼広 | 兼広 | 兼広 |  |  | 高基 | 高基 | 高基 | 高基 | 高基 | 高基 |  |  |                |                |                |                |                |                |
|            |            |            |            |            |            |  |  |      |      |      |      |      |      |  |  |      |      |      |      |      |      |  |  |      |      |      |      |      |      |  |  |      |      |      |      |      |      |  |  |      |      |      |      |      |      |  |  |      |      |      |      |      |      |  |  |      |      |      |      |      |      |  |  |                |                |                |                |                |                |
| 出羽吉川氏 | 出羽吉川氏 | 出羽吉川氏 | 出羽吉川氏 | 出羽吉川氏 | 出羽吉川氏 |  |  | 省略 | 省略 | 省略 | 省略 | 省略 | 省略 |  |  |      |      |      |      |      |      |  |  |      |      |      |      |      |      |  |  |      |      |      |      |      |      |  |  |      |      |      |      |      |      |  |  | 元綱 | 元綱 | 元綱 | 元綱 | 元綱 | 元綱 |  |  | 隆広 | 隆広 | 隆広 | 隆広 | 隆広 | 隆広 |  |  | 良光（安中坊） | 良光（安中坊） | 良光（安中坊） | 良光（安中坊） | 良光（安中坊） | 良光（安中坊） |
| 出羽吉川氏 | 出羽吉川氏 | 出羽吉川氏 | 出羽吉川氏 | 出羽吉川氏 | 出羽吉川氏 |  |  | 省略 | 省略 | 省略 | 省略 | 省略 | 省略 |  |  |      |      |      |      |      |      |  |  |      |      |      |      |      |      |  |  |      |      |      |      |      |      |  |  |      |      |      |      |      |      |  |  | 元綱 | 元綱 | 元綱 | 元綱 | 元綱 | 元綱 |  |  | 隆広 | 隆広 | 隆広 | 隆広 | 隆広 | 隆広 |  |  | 良光（安中坊） | 良光（安中坊） | 良光（安中坊） | 良光（安中坊） | 良光（安中坊） | 良光（安中坊） |

慶長5年（1600年）、山形城主最上義光は関ヶ原の戦いに際して、慈恩寺に対して「立願状」を出して戦勝を祈願した。江戸時代に入った慶長11年（1607年）に最上義光が三重塔を築造し、慶長16年（1611年）には慈恩寺領の指出検地を行った。『最上義光分限帳』によれば2,889石だったという。元和4年（1618年）、義光の孫の義俊の時、本堂の再建が完了した。元和8年（1622年）に最上氏が改易になると、慈恩寺領と衆徒所有の土地が幕領となってしまう。一山は幕府による寺領の安堵を求めて同年、寺領存続の願書を提出する。願書は翌元和9年（1623年）許可されるが、別当坊（池本坊、後の最上院）は江戸幕府での宗教政策に強い影響力を持つ南光坊天海に接近し、慈恩寺を高野山南光坊（天台宗）直末とする請願をして許される。華蔵院と宝蔵院は改宗に反対して長年にわたり抗争を続けたが、寛永19年（1642年）、別当坊は上野東叡山寛永寺の末寺となって最上院と改め、天台宗に改宗する。その後も双方の争いは続き、寛文2年（1662年）に幕府の裁定により争いはようやく終結する。慈恩寺は真言宗・天台宗兼学の寺院として存続することになった。この裁定により、寛文5年（1665年）、幕府は御朱印状を下付し、最上院は一山で最多である687石余の御朱印地を受け、一山の寺領は18ヵ村にまたがり東北随一となる2,812石3斗の御朱印高を有した。一山は3ヵ院を中心として多くの子院・坊・末寺を抱え、東北における真言宗・天台宗の中心的な寺院であった。
江戸時代前半の本堂再建以降、本堂宮殿（くうでん、「厨子」と同義）内に秘仏として本尊弥勒菩薩像及び30数体の仏像を安置したが、本尊以外の仏像は享保10年（1725年）の時点で忘れ去られ、既に失われたと考えられていた。これらの諸仏が再発見されるのは第二次世界大戦後の事である。
文政3年（1820年）、隣家からの類焼により三重塔が焼失した。一山寄合のうえ、文政8年（1825年）に幕府へ再建願いを出して許され、文政13年（1830年）に完成した。なお、本尊の大日如来は焼失を免れた。

### 戊辰戦争から現代へ
慶応4年／明治元年（1868年）1月に戊辰戦争が勃発すると、2月頃から佐幕派の庄内軍が寒河江に駐屯するようになる。しかし、3月に奥羽鎮撫総督及び新政府軍が仙台へ入ると庄内軍はいったん引き揚げ、4月には仙台藩を主力とする官軍が入る。慈恩寺では天童に宿泊する副総督・澤為量に見舞いを出して様子をうかがっている。4月25日から26日にかけて、庄内軍千余名が慈恩寺に宿泊し官軍を牽制していたが、閏4月4日庄内軍は最上川を越えて天童に攻めかかり230戸余を焼き討ちした後に庄内へ撤退した。8月1日、米沢・上山・山形・天童の各藩が官軍となり、慈恩寺に砦を築きたいと地所借りを申し出、日和田（現：寒河江市大字日和田）の楯に砦を築いた。9月20日、寒河江に駐屯する庄内軍・桑名軍と官軍が戦闘に及び、庄内軍から慈恩寺を本拠地として抗戦すると申し出があったが、結局慈恩寺は戦火に巻き込まれず、庄内・桑名軍は庄内へ撤退した。なお薩兵隊を率いた西郷隆盛・黒田清隆は白岩から慈恩寺を通って新庄方面へ進軍した。
明治元年（1868年）に神仏分離令が出され、明治4年（1871年）には寺社領の返上を求める上知令が出された。また明治5年（1872年）に修験禁止令が出されて慈恩寺修験の諸行事は行われなくなり、一山は困窮の極みに達する。困窮した坊は帰農し、神仏習合の典型であった修験は姿を消すことになった。しかし、明治14年（1881年）に「行者会」を結成し、年1回当番宅へ集まり山伏の服装をしてお経を唱え山伏料理を出して修験の遺風を今日に伝えている。
明治43年（1910年）法令改正により、華蔵院は智山派総本山智積院の本寺、宝蔵院も智積院の末寺、最上院は比叡山延暦寺の末寺となる。同年、陸軍大将乃木希典が拝観し、招魂碑を揮毫した。三重塔脇に石碑が残る。昭和27年（1952年）、慈恩寺は天台真言両宗慈恩寺派として独立することになり、昭和47年（1972年）に慈恩宗大本山慈恩寺として独立した。各院坊の住職は、真言方は宝蔵院・華蔵院で修行し位階を取得、天台方は最上院で修行して山寺立石寺で伝法灌頂（でんぽうかんじょう）を受けて僧侶としての位階を取得する。昭和35年（1960年）、明治5年以来88年間途絶えていた柴燈護摩会（さいとうごまえ）が復活した。以前の作法を元にしながら、宝寿院流に則った方法で行っている。
昭和54年（1979年）の文化庁文化財主任調査官鷲塚泰光の来訪を端緒として悉皆調査が行われ、享保10年（1725年）の時点で既に失われたと思われていた平安時代の仏像について、発見・文化財指定に至った。平成4年（1992年）に山形県で行われた「べにばな国体」に合わせて秘仏開帳が行われた。平成22年（2010年）、慈恩寺国史跡指定推進委員会を設置して慈恩寺文化財の基礎調査を開始する。平成23年（2011年）から平成25年（2013年）にかけて慈恩寺調査検討委員会を設置し、学術的裏付け調査と史跡範囲の確定、総合報告書作成を行った。また同時に史跡範囲の地図作成・地権者の同意を得た。平成26年（2014年）3月、「未来に伝える山形の宝」（10選）の一つに選定された。平成26年（2014年）1月29日寒河江市教育委員会から文化庁に対し国史跡指定にかかる意見具申書を提出し、同年10月6日付で「慈恩寺旧境内」の名称で国の史跡に指定された。2015年（平成27年）から史跡慈恩寺旧境内保存活用計画策定委員会が設置され2017年（平成29年）に計画書が発行された。
平安時代に作成された仏像14躯、鎌倉時代に作成された仏像29躯を現在まで伝え、岩手県の中尊寺、福島県の勝常寺と並んで、当地方を代表する寺院である。

## 院坊

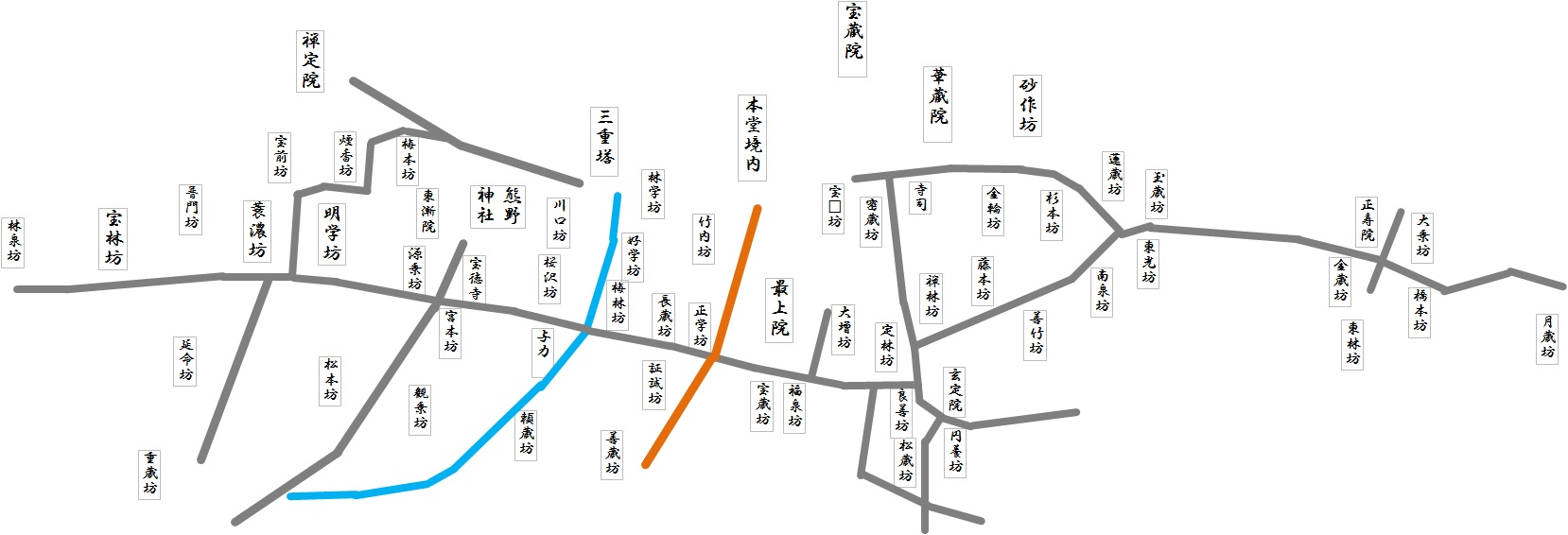
明治3年の一山配置

慈恩寺は3ヵ院48坊からなる一山寺院を形成し、鎮護国家、除災招福を祈願する寺院であった。一山を代表する支配職は、真言方は宝蔵院・華蔵院、天台方は最上院の3ヵ院で、所属の院坊をまとめ、幕府など大檀那への年礼を主とした。現在は3ヵ院17坊が一山を支える。

### 3ヵ院

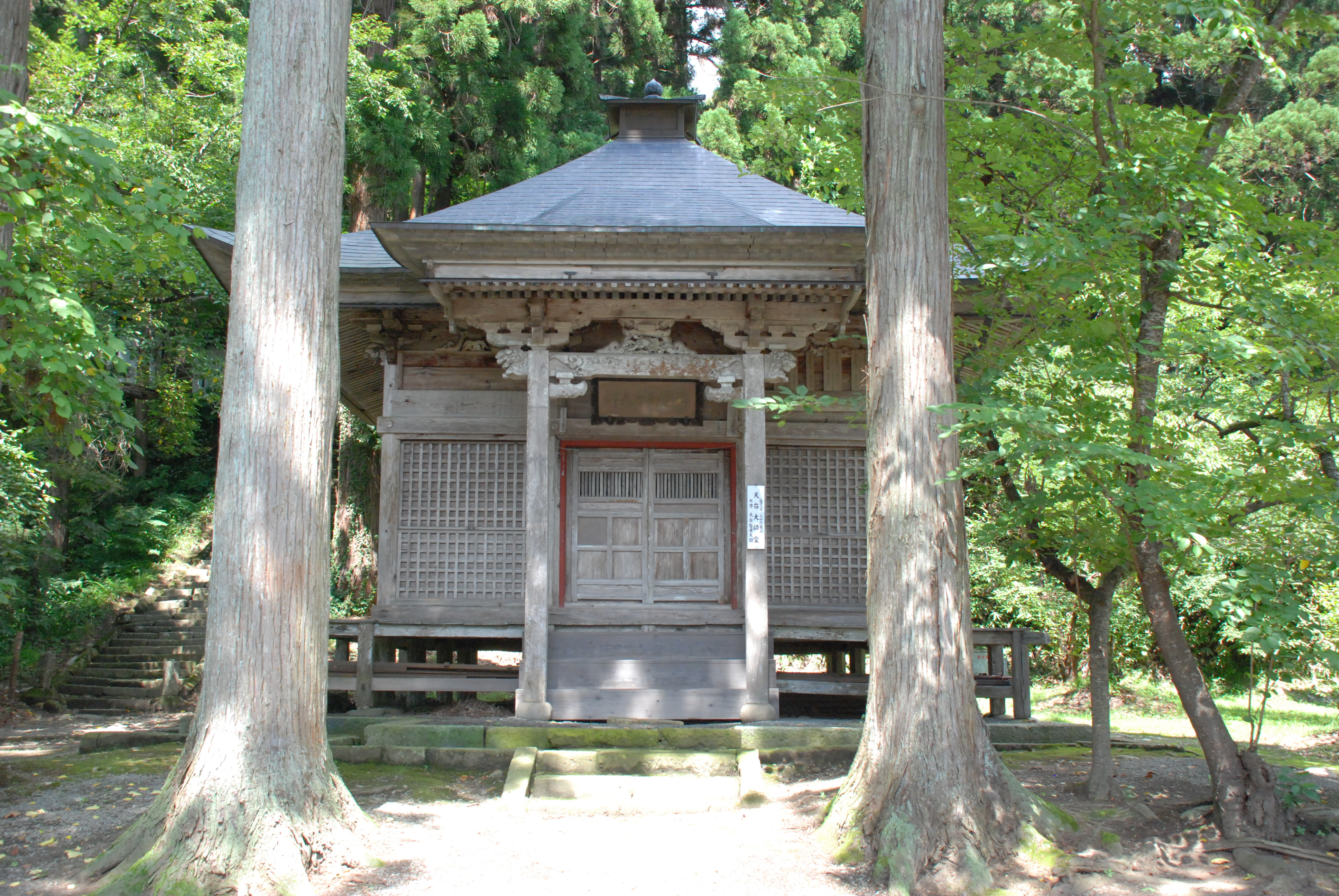
天台大師堂

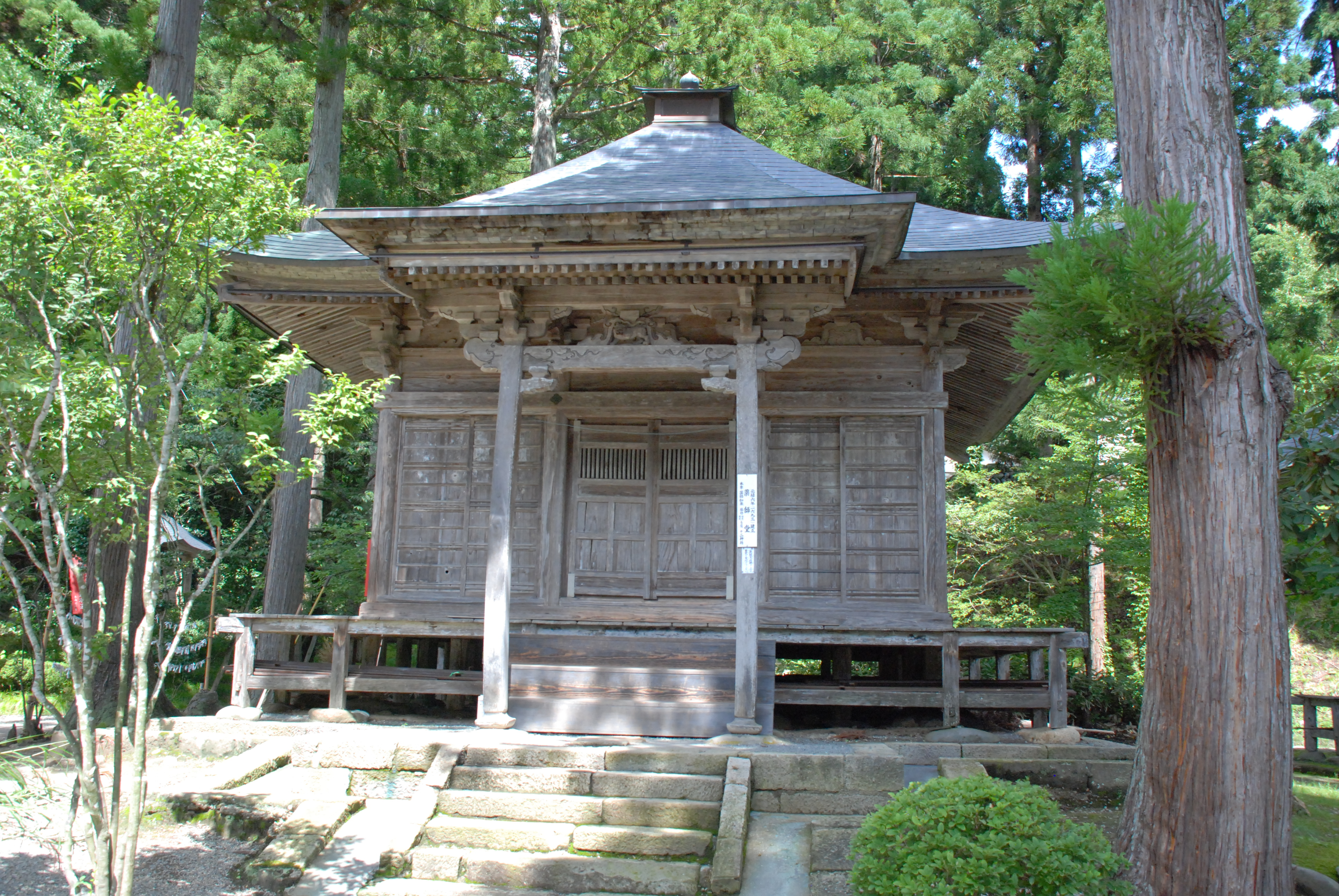
薬師堂

- 宝蔵院 言宗 真言方学頭

配当高109石余。学頭1、衆徒11院坊、家来8、借地6、102軒、ほか末寺、本道寺・大日寺など21。（享保6年『拝領高并人数帳写』）
胎蔵界大日如来坐像、金剛界大日如来坐像、不動明王像多数、千手観音立像、地蔵菩薩立像、軍荼利明王立像、竹内坊文書などを保有。
- 華蔵院 真言宗 真言方学頭

配当高219石余。学頭1　院坊11、末寺7。（文政12年『華蔵院本末改帳』）
不動明王立像多数、三十三観音像、胎蔵界曼荼羅、八大高僧図、仏典・経典などを保有。
- 最上院 天台宗 天台方別当

配当高687石余。寛永19年、池本坊を最上院と改める。衆徒22院坊、堂社役坊6、家老1、役人3、侍17、仲間32、寺百姓8。（宝暦4年『最上院高帳改・家来高帳之写』）
不動明王立像、役行者像、聖観音坐像、永正十二年大江系図などを保有。

## 伽藍

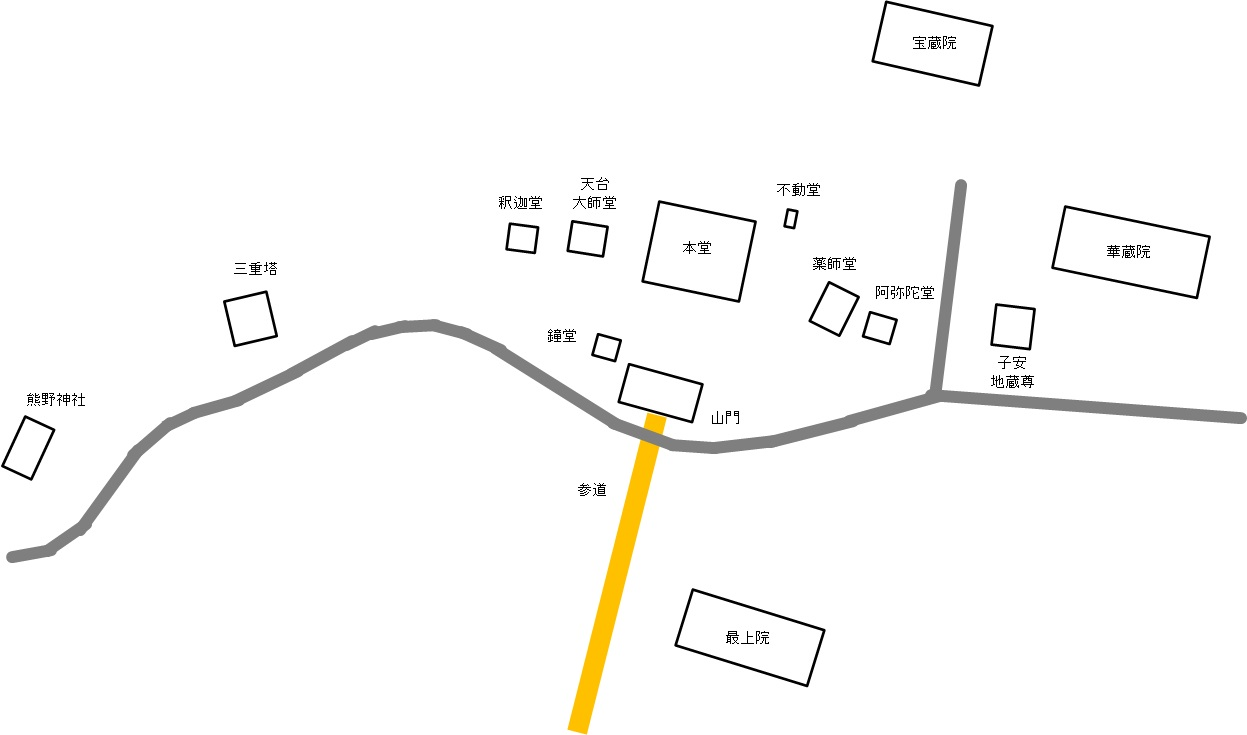
現在の伽藍配置

創建当時の姿を知るには今後の研究を待たねばならないが、天仁の再興以後の伽藍については文献等により垣間見ることができる。天仁の再興では釈迦堂、阿弥陀堂、丈六堂が築造され、続いて仁平の再建では妙楽院弥陀堂、鐘楼、講堂、宝蔵、二王門、中門、廻廊、温室などが築造されたという。これらは永正の兵乱（1504年）を経て全て焼失してしまっている。現在の伽藍は本堂を中心として東から阿弥陀堂、薬師堂、本堂、天台大師堂、釈迦堂の順番に並ぶ。

### かつての伽藍
『瑞宝山慈恩寺堂社之目録（是古来目録也）』を元に1504年以前の伽藍を記載する。
- 本堂

当初の築造年不詳。三間四面方六丈。本尊弥勒菩薩、不動明王、降三世明王を安置する。保元2年（1157年）に焼失するも、本尊は焼失を免れる。永暦元年（1160年）に再建。永仁4年（1296年）、本尊とともに焼失。大江氏により嘉元4年（1307年）に再建されるも1504年焼失。
- 阿弥陀堂（常行堂[17]）

天仁元年（1108年）築造。一間四面方三丈三尺。本尊阿弥陀三尊を安置する。延文元年／正平11年（1356年）に焼失か。
- 釈迦堂（一切経堂[17]

天仁元年（1108年）築造。一間四面方三丈一尺。釈迦三尊、普賢菩薩、文殊菩薩、十羅刹女を安置する。1504年に焼失。本尊は重要文化財。
- 丈六堂

天仁元年（1108年）築造。一間四面方三丈七尺。丈六尺の金色釈迦像を安置する。延文元年／正平11年（1356年）に焼失か。本尊の頭部は焼け残ったようであるが明治期に流出。
- 鐘楼

仁平年間（1151年 - 1153年）築造。三間。鳥羽院院宣により鋳造した洪鐘があった。延文元年／正平11年（1356年）に焼失か。
- 講堂

仁平年間（1151年 - 1153年）築造。九間四面、南北八丈、東西四丈。賓頭盧（びんずる）尊者等身像を安置する。延文元年／正平11年（1356年）焼失か。
- 宝蔵

仁平年間（1151年 - 1153年）築造。三間四面、南北二丈、東西三丈。金銀泥五部大乗経を納める。鳥羽院御持経、婆羅門僧正が東大寺大仏の開眼供養で用いたの袈裟一条、釈迦牟尼仏陀舎利は聖武天皇が下給し婆羅門僧正が伝えたものであるという。延文元年／正平11年（1356年）焼失か。
- 中門・廻廊・温室

仁平年間（1151年 - 1153年）築造。五間。金剛力士二尊を安置する。延文元年／正平11年（1356年）焼失か。
- 妙楽院弥陀堂

仁平年間（1151年 - 1153年）築造。再建を奉行した平忠盛が建立し阿弥陀三尊を安置したという。延文元年／正平11年（1356年）焼失か。
- 薬師堂

中院（または東院、上の寺：現在の本堂より500mほど東）に築造されていたが建立者・時期は不明。薬師三尊、十二神将を安置する。正応3年（1290年）良源阿闍梨により聞持院と改められ、1504年の兵火は免れたと思われるが16世紀中葉以降に廃れ、安置されていた仏像などは本堂東の薬師堂に移された。
- 禅定院

西院と呼ばれ現在の本堂より250mほど西に築造されていたもので、頼覚上人によって建立された。本尊の木造阿弥陀如来坐像（現在は慈光明院（山形市）の本尊）の墨書名が寛元5年（1247年）であるから13世紀の半ばには建立されていたとみられる。戒堂三間、僧堂三間、庫院三間、不動堂、経堂三間からなっていたという。享保12年（1727年）の時点で阿弥陀堂のみが残っており、現在は浄土宗不動山正覚寺 (寒河江市)の阿弥陀堂として移築されている。

### 現在の伽藍
- 慈恩寺本堂

重要文化財の項で詳述。
- 三重塔

山形県指定有形文化財の項で詳述。
- 山門

山形県指定有形文化財の項で詳述。
- 宝蔵院表門

山形県指定有形文化財の項で詳述。
- 阿弥陀堂

元禄8年（1694年）築造。方三間、宝形造。棟梁長谷川武右衛門。本尊木造阿弥陀如来坐像。
- 薬師堂

元禄5年（1691年）築造。方三間、宝形造。大工東光坊、光明院ほか。本尊木造薬師如来及両脇侍像。木造十二神将立像。
- 天台大師堂

延享3年（1746年）築造。方三間、宝形造。棟梁矢作惣兵衛。
- 釈迦堂

元禄8年（1694年）築造。方三間、宝形造。棟梁柏倉八郎兵衛。

## 寺領
- 上野村（寒河江市白岩上野）：南北朝期以前からの寺領[20]。北寒河江荘。史料初出は延元2年（1337年）盛俊田在家宛行状（宝林坊文書）[21]。
- 八鍬村（寒河江市八鍬）：大江氏の寒河江荘入部により慈恩寺へ寄進。以後は工藤氏が代官として治める[22]。川のはた（慈恩寺舞楽舞童帳）、鹿島、かにつくり、北原、中田面、樋口。
- 箕輪郷（寒河江市箕輪）：明徳3年（1392年）慈恩寺門徒が神輿を振り置きし慈恩寺領となる[23]。寺役を負担[24]。
- 檜皮（寒河江市日和田）、醍醐（寒河江市醍醐）、慈恩寺中院（慈恩寺本堂付近）、慈恩寺西院（禅定院付近）：寺内[24]
- たるしつい郷（所在不詳）、高瀬郷（寒河江市島）、なかとみ郷（所在不明）：寒河江荘内であり寺領には属さないが買地安堵状（避文：さりぶみ）が残る[25]。
- 熱塩郷（西川町大字睦合、寒河江市大字宮宿）：文明4年（1472年）、白岩満教が慈恩寺梅本坊に対して1,400刈を与える[26]。
- 石川村[27]（寒河江市西根）：慈恩寺領178石（他、二渡観音堂領14石余、鹿嶋明神社領19石、葉山権現社領10石余の朱印地があった）[28]。

## 参詣道[29]
- 六十里街道（陣ケ峰）－鳥居坂－桜橋―本堂参拝（堂庭）－鬼越坂―日和田―天満・道海（河北町）－最上川渡船－若木（おさなぎ）山若木神社参拝（東根市）
- 六十里街道（八鍬）－寒河江川渡船―醍醐―仁王池・仁王坂―仁王門―本堂参拝

## 文化財

### 重要文化財

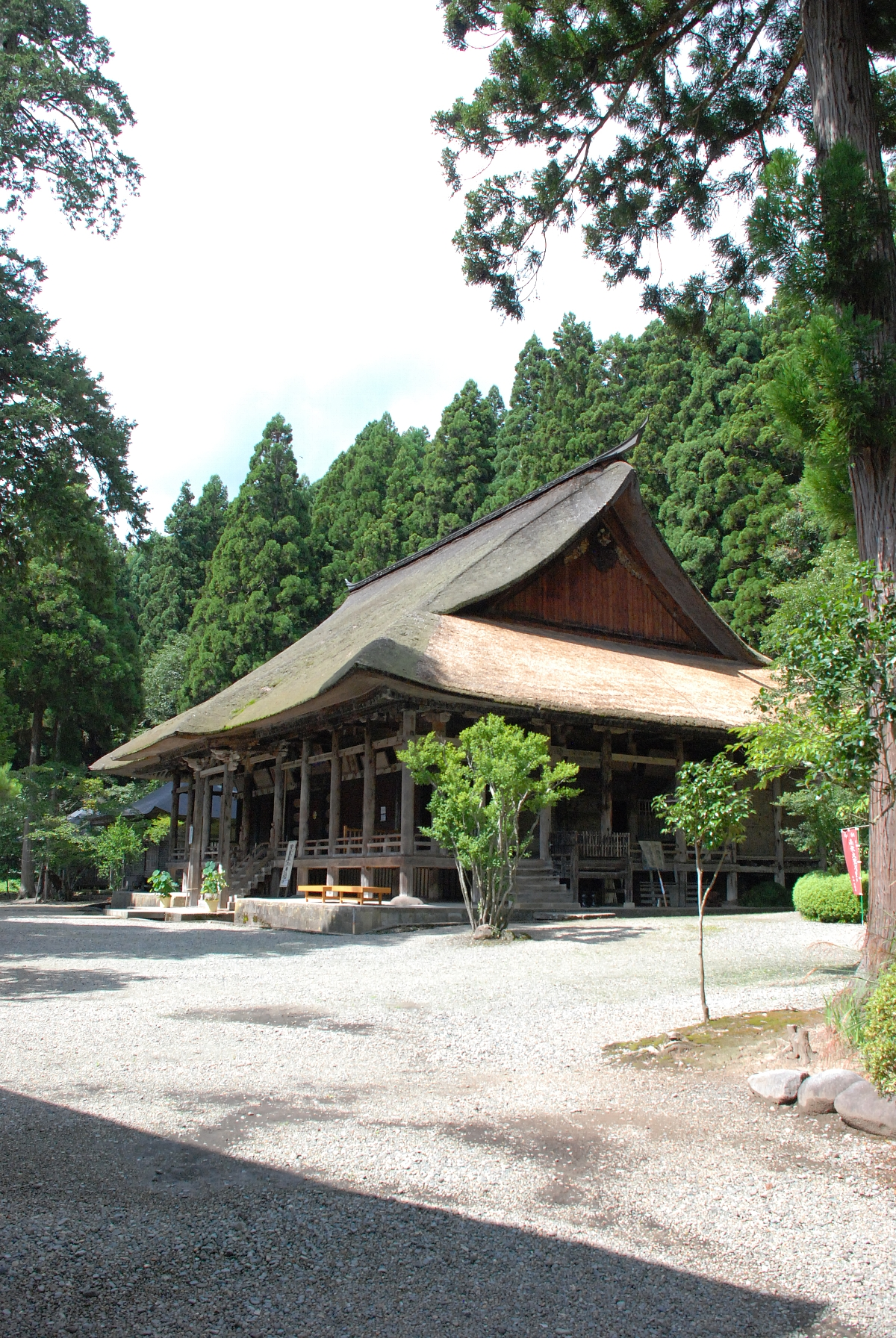
本堂

- 本堂（附：厨子1基）

元和4年（1618年）最上氏により築造。桁行七間、梁間五間、一重、入母屋造、向拝一間、茅葺。明治41年（1908年）、当時の古社寺保存法により特別保護建造物（現行法の「重要文化財」に相当）に指定。近年では、昭和28年（1953年）に半解体修理が行われたほか、令和4年（2022年）から令和6年（2024年）に茅葺屋根の葺き替え、屋根材の補修、天井絵の剥落止めが行われる。
本尊木造弥勒菩薩、釈迦如来坐像、地蔵菩薩坐像、不動明王立像、降三世明王立像、木造騎獅文殊菩薩、木造騎象普賢菩薩、十羅刹女像、木造二天王立像、木造如来坐像及び両脇侍立像、木造如来立像、木造菩薩坐像、木造力士立像などを安置する。
- 木造弥勒菩薩及び諸尊像 5躯 附:像内納入品

本堂宮殿内に安置。永仁6年（1298年）、寛慶の作。当寺の本尊である弥勒菩薩像を中心に釈迦如来坐像、地蔵菩薩坐像、不動明王立像、降三世明王立像を含む5躯からなる。これら5躯の組み合わせは他にあまり例をみない。作風は当時流行した宋風の強いものである。仏像5躯と弥勒像の像内納入品は平成元年6月12日指定。地蔵菩薩像・不動明王像・降三世明王像の像内納入品は平成5年6月10日追加指定。（像内納入品の明細は後出）
弥勒菩薩、釈迦如来、地蔵菩薩は顕教教義を、不動明王、降三世明王は密教教義を示しているという。
- 木造釈迦如来及諸尊像　10躯[34]

平安時代の作。大正4年（1915年）、当時の古社寺保存法により「木造阿弥陀如来坐像」として、旧国宝（現行法の「重要文化財」に相当）に指定されていた1躯と、昭和62年（1987年）に木造騎獅文殊菩薩及脇侍像（4躯）・木造騎象普賢菩薩及十羅刹女像（5躯）として重要文化財に指定されたものとを、平成30年（2018年）に統合指定した。文殊像の脇侍は優填王、最勝老人、仏陀波利三蔵の3躯。作風等から12世紀の作とみられる。
- 木造薬師如来及両脇侍像（3躯）

薬師堂の本尊。延慶3年（1310年）、院保の作。平成7年6月15日指定。常設展示。
- 木造聖徳太子立像　附：像内納入品（血書法華経八巻）、追納分（版本法華経一巻、月山堂宝印一枚、版画阿弥陀浄土図一枚、灯芯一束）[35]

　少年の姿の聖徳太子像で、像内に納められていた血書経典の奥書より正和3年（1314年）の製作であることが知られている。この時代の彫刻の中で、製作年代が判り、かつできばえが優れた作例である。胎内に納められていたものは、「版本法華経」1巻、「写経法華経」8巻、「浄土説相図摺仏」、「月山堂法印」、「灯心」1束。妙法蓮華経第二巻の巻末に『大日本肥前国小城群三間寺僧旨渕、今者寄住洛陽城裏西禅寺、（後略）』とあり願主が判明している。
- 木造十二神将立像 8躯 附:木造十二神将立像4躯（辰・午・未・申神）

薬師堂内に安置。8躯は鎌倉時代、附（つけたり）の4躯は江戸時代の補作。平成2年6月29日指定。常設展示。

### 史跡（国指定）
- 慈恩寺旧境内

2014年10月6日指定。指定範囲には昭和27年（1952年）4月1日付で山形県の史跡に指定されていた区域を含み、指定面積の合計は約44万6千平方メートルで大きく3つのエリアに分かれる。本堂を中心とする「本堂境内地」「院坊屋敷地」と後背の「中世城館群」、西の結界「八面大荒神（はちめんだいこうじん）」、および「慈恩寺修験行場跡（山業）」である。

### 重要無形民俗文化財
- 林家舞楽（慈恩寺舞楽）

五月の一切経会で八番の舞を披露する。燕歩（えんぶ）、三台（さんだい）、散手（さんじゅ）、太平楽（たいへいらく）、安摩（あま）、二ノ舞（にのまい）、陵王（りょうおう）、納蘇利（なそり）。
林家舞楽は貞観2年（860年）、林越前政照が円仁（慈覚大師）に伴って羽州に下り、山寺日枝神社の前で舞楽を奉奏したのが始まりと伝わる。大永元年（1521年）、山寺が天童頼長の戦火で焼失した際に慈恩寺に移り、江戸時代には最上院配下として20石9斗余の朱印地を得ていた。永正11年（1514年）から慈恩寺に残る『舞童帳（ぶどうちょう）』により、このころには既に慈恩寺で奉奏していたことがわかる。江戸時代に八鍬村（現・寒河江市大字八鍬）から河北町へ移ったという。

### 山形県指定有形文化財

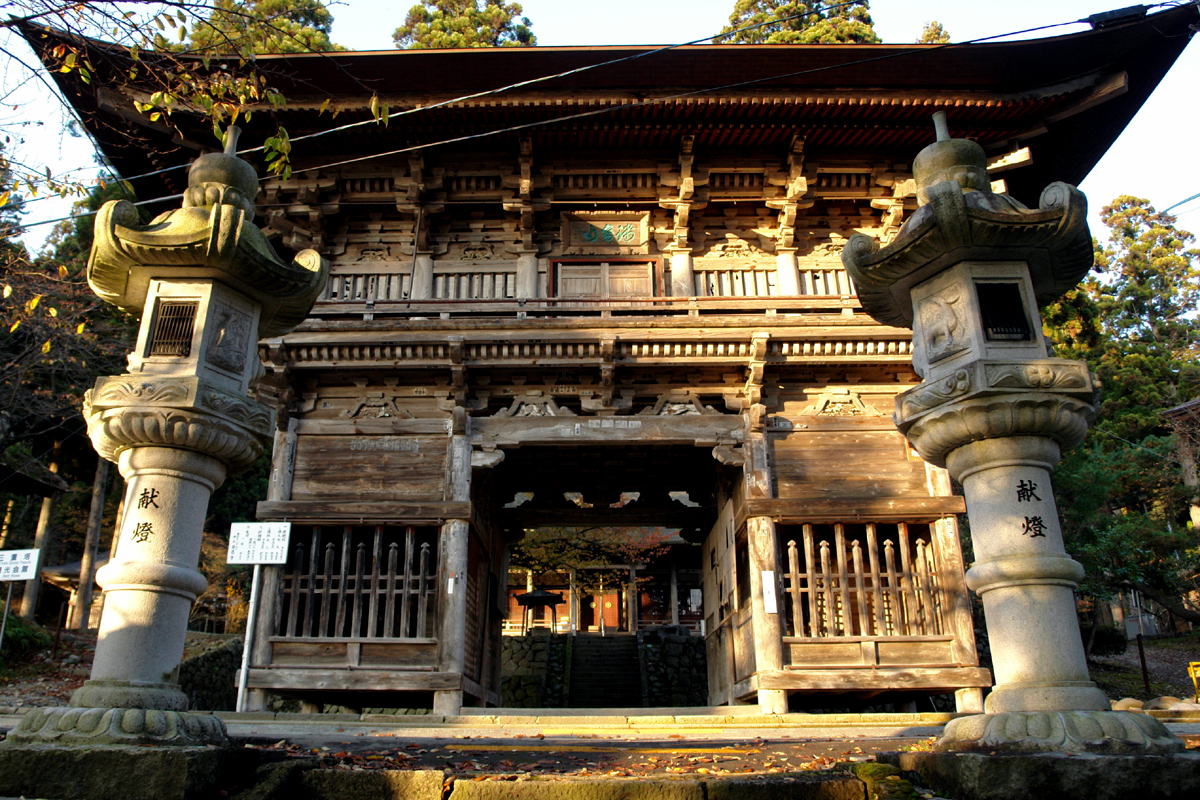
山門

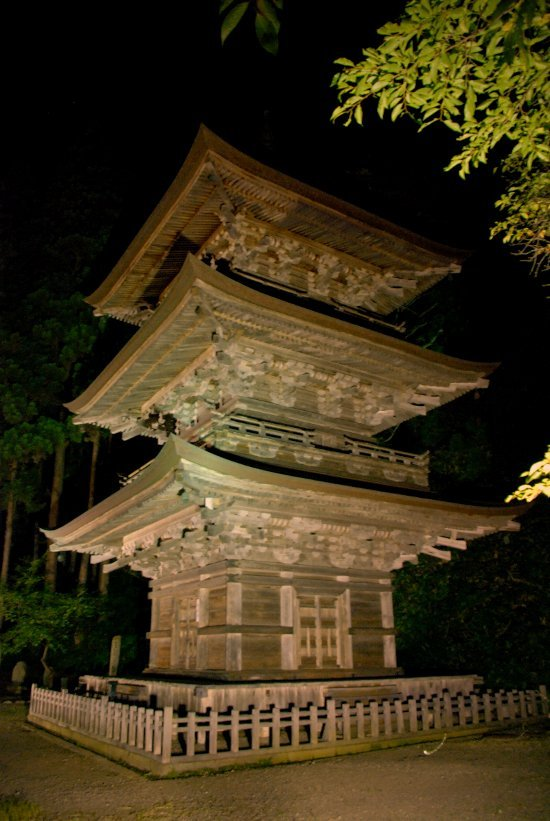
三重塔

- 山門

元文元年（1736年）築造。3間1戸の楼門造で、入母屋造、八脚門で銅板葺（もと茅葺）。舞楽奏上の舞台とは山門から延びる渡り廊下によりつながり楽屋となる。
- 三重塔

当初、慶長13年（1608年）築造されるも、文政6年（1823年）焼失。文政13年（1830年）再建。本尊木造大日如来坐像。
- 宝蔵院表門 附 慶長十八年祈祷札

慶長年間（1596 - 1615年）築造。木造、1間1戸、四脚門、屋根は切妻造鉄板葺（もと茅葺）。
- 熊野神社本殿

延宝9年（1681年）築造。木造、一間社流造、梁間1間、屋根は鉄板葺（もと茅葺）。
- 木造聖観音立像

鎌倉時代の作。
- 木造阿弥陀如来立像

鎌倉前期の作。
- 木造菩薩坐像

平安後期（12世紀）の作。
- 木造如来及び両脇侍像

平安後期の作。
- 木造二天王立像

鎌倉前期の作。
- 木造力士立像

鎌倉時代の作。
- 木造如来立像

鎌倉時代の作。
- 木造軍荼利明王立像

鎌倉後期の作。
- 木造虚空蔵菩薩坐像

鎌倉後期の作。
- 木造弥勒菩薩坐像

鎌倉中期の作。宝冠は後世のものとみられる。
- 木造阿弥陀如来坐像

南北朝の作。
- 木造大日如来坐像

鎌倉後期の作。胎内納入経の奥書には弘長3年（1263年）常陸国小山寺の大旦那笠間時朝が納めたとある。小山寺に納めたという説と最初から慈恩寺に納めたという説がある。同時期に笠間時朝により作成された木造弥勒仏立像（宝治元年（1247年）銘、茨城県笠間市弥勒教会）、木造千手観音立像（建長4年（1252年）銘、茨城県笠間市楞厳寺）、木造薬師如来立像（建長5年（1253年）銘、茨城県笠間市岩谷寺）は重要文化財に指定されている。
- 木造不動明王及び二童子像

鎌倉中期の作。作風などから運慶、快慶らに代表される慶派の仏師によるものの可能性があるという。
- 銅製飲食器

嘉元3年（1305年）作。本堂の再建を祝い、僧・城仙が勧進によって納入した。
- 鋳鉄草木文透彫釣燈籠

天文24年（1555年）に鍛造された釣灯籠。刀工月山俊吉の作。
- 絹本著色弘法大師像

鎌倉後期の作。
- 絹本著色地蔵十王像

高麗王朝時代（918年～1392年）に描かれたもの。平成30年1月12日指定。慈恩寺華蔵院源蔵、東京国立博物館寄託。
- 鋳鉄仏餉鉢

慶長11年（1606年）奉納。口縁部と中央部・下部に、二条の陽鋳線をめぐらし、三脚は獅喰（ししかみ）によって支える。

## 秘仏開帳

### 1992年（平成4年）
山形県で開催された「べにばな国体」に合わせて公開された。

### 2014年（平成26年）
6月1日から7月21日まで公開され、慈恩寺開山千三百年、寒河江市市制施行60周年、山形デスティネーションキャンペーンに合わせて行われた。拝観料一般800円、団体（20名以上）500円。公開された秘仏は以下の通り。
- 木造弥勒菩薩坐像
- 木造不動明王立像
- 木造釈迦如来坐像
- 木造地蔵菩薩坐像
- 木造騎獅文殊菩薩及脇侍像
- 木造騎象普賢菩薩及脇侍像
- 木造菩薩坐像
- 木造大日如来坐像
- 木造阿弥陀如来坐像

ほか

### 2015年（平成27年）
5月23日から7月20日まで「慈恩寺の美仏と阿弥陀仏たち」が開催された。拝観料一般700円、団体（20名以上）500円。公開された仏像は以下の通り。
- 木造勢至菩薩立像（鎌倉時代）- 市指定有形文化財
- 木造観音菩薩立像（鎌倉時代）- 市指定有形文化財
- 木造菩薩坐像（平安時代）- 県指定有形文化財
- 木造阿弥陀如来坐像（鎌倉時代）- 市指定有形文化財
- 木造阿弥陀如来坐像（鎌倉時代）- 別名宝冠の弥陀。県指定有形文化財
- 木造阿弥陀如来坐像（平安時代）- 国の重要文化財

### 2016年（平成28年）
6月1日から7月18日まで「天台大師と慈恩寺修験」が開催された。公開された仏像などは以下のとおり。
- 木造勢至菩薩像（鎌倉時代）- 市指定有形文化財
- 木造不動明王立像及び二童子像（鎌倉時代末） - 県指定有形文化財
- 智顗（ちぎ）大師像
- 木造軍荼利（ぐんだり）明王立像（鎌倉後期） - 県指定有形文化財
- 前鬼・後鬼像
- 役行者像
- 柴灯護摩会板札（江戸時代など）

### 2018年（平成30年）
9月10日から10月14日まで「慈恩寺の宗教と仏像展」が開催される。拝観料一般800円、団体（15名以上）600円、中学生以下無料。公開予定の仏像は以下の通り。
- 木造聖徳太子立像（鎌倉時代） - 平成30年国指定重量文化財
- 木造釈迦如来坐像及び諸尊像（木造騎獅文殊菩薩及脇侍像・木造騎象文殊菩薩及十羅刹女像）（平安時代） - 平成30年2件の重要文化財を1件に統合指定
- 木造菩薩坐像（平安時代） - 県指定有形文化財　ほか

## 展覧会への出展

### 1992年（平成4年）
米国ワシントンD.C.で開催された国際彫刻展に十二神将立像から卯神将と巳神将が出展された。

### 1995年（平成7年）
横浜市歴史博物館で開催された企画展「中世の世界に誘う 仏像 院派仏師の系譜と造像」に薬師如来及び両脇侍像が出展された。

### 2015年（平成27年）
東京国立博物館で開催される特別展「みちのくの仏像」に十二神将立像から丑神・寅神・卯神・酉神の4体が出展された。

### 2016年（平成28年）
イタリア・クイリナーレ宮美術館で開催される日本仏像展に十二神将立像から丑神・巳神・戌神・亥神の4体が出展された。

### 2018年（平成30年）
新たに指定された文化財として「木造聖徳太子立像」が東京国立博物館で展示された。期間：2018年（平成30年）4月17日から5月6日まで。

## 逸話
- 開山時に行基が身に付けていたと伝わる二十五条の僧伽梨（そうぎゃり）が残る[51]。
- 寺伝によれば、勅願により成立した背景から、近世以前は庶民が近づくことが禁じられており、門前町が形成されなかったとされる[52]。
- 天仁の再建時に鳥羽院より下賜された一切経は享保10年（1725年）の時点で既に焼失したと考えられていたが、その一部が宮城県名取市の新宮寺で昭和53年（1978年） - 昭和54年（1979年）の調査により発見された。熊野新宮寺一切経として国の重要文化財に指定されている。
- 天仁元年（1108年）、藤原基衡が丈六堂に安置した丈六釈迦像は享保10年（1725年）の時点で、胴体部分を焼失して頭部のみを本堂に安置していた。明治の廃仏毀釈により売却された後に胴体を復元され、アメリカ合衆国へ渡ったという[53]。
- 大日如来の納入主笠間時朝の実父塩谷朝業（1174年 - 1248年）・養父宇都宮頼綱（1172年 - 1259年）は出家し、法然の高弟証空に師事した。証空は源通親の猶子であり、同じく猶子であった寒河江氏始祖大江親広とは義兄弟にあたる。なお、小山寺の寺伝によれば戦国時代に同寺は無住となり、本尊も行方が分からなくなったという[54]。
- 慈光明院（山形市）には永享2年（1430年）の銘のある金銅装笈（こんどうそうおい）があり、背面に慈恩寺禅定院の漆銘が記されている（国の重要文化財）。また、寛元5年（1247年）に作成されたとみられる木造阿弥陀如来坐像も昭和になってから禅定院より移管されたもので、県指定有形文化財である。
- 本堂には66本の柱が使用されており、全国六十余州の安寧を願ったものであるという[55]。
- 浄土宗不動山正覚寺 (寒河江市)の阿弥陀堂は禅定院の阿弥陀堂を移築したものである。また、寒河江市幸生の薬師堂は弘法大師御影堂を移築したものである。
- 映画「男はつらいよ 葛飾立志篇」（1975年公開）で、主人公の寅次郎が墓参するシーンが撮影された[56]。
- 平成23年（2011年）山形ふるさとCM大賞で鋳鉄仏餉鉢をモチーフに「若がえり進行」という作品を製作し、最優秀作品に選出された。この鉢に頭を入れるとボケ防止、若返ると言われている。

## 行事

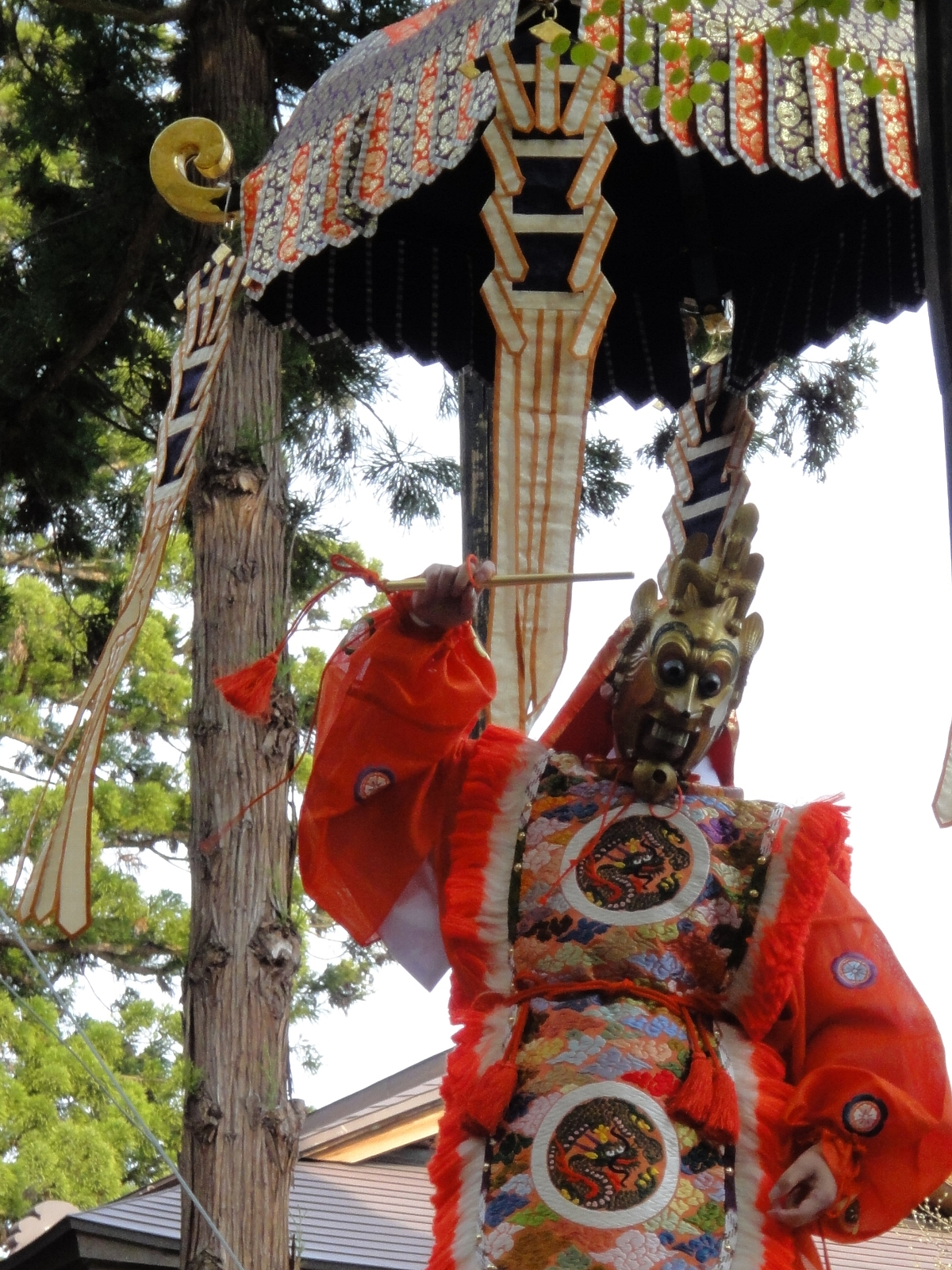
慈恩寺舞楽（陵王）

- 修正会（しゅしょうえ）

1月1日。法華懺法と初夜行・後夜行で、国家安泰、五穀豊穣を祈念、続く牛王加持で宝印の加持祈祷を行う。（10：00 -）
- 大般若会（だいはんにゃえ）

2月第1日曜日。『大般若経』六百軸を転読し、国家豊楽、息災延命、諸願成就等を祈念する。（13：30 -）
- 濫觴会（らんじょうえ）

5月4日。この日から一山の年度が始まる。年に一度宮殿の扉が開かれ、住職が中に入り諸仏の塵を払い祈念する。（20：00 -）
- 一切経会（いっさいきょうえ）

5月5日。楽の音を合図に三か院より住職が出仕し、本堂にて弥勒法一座を修し、舞台上では声明を唱える。引き続き、慈恩寺一山衆と林家が慈恩寺舞楽八番の舞を披露する。（13：30 -）
- 御影供（みえく）

真言宗の開祖 弘法大師空海が入定した日に勤修する法会。法会の後一般の参拝者に（一銭一服）のお茶を捧げる。（5月）
- 東北36不動尊霊場会の柴燈護摩会

6月1日。
- 柴燈護摩会（さいとうごまえ）

9月第2日曜日。一山衆徒による修験行法。護摩札の祈願文を読み上げながら火炎に投入する。法螺貝の音を合図に本堂前から山中の護摩炉に登り、柴に点火する。（10：00 -）
- 彼岸花

9月半ばから後半に掛けて周辺では彼岸花が咲く。この期間に合わせて、慈恩寺俳句大会やお茶会（野点）が行われる。
- 慈恩寺大晦日花火大会「雪月華」

山門前の仁王堂坂を絵灯篭でライトアップして花火を打ち上げる。悪天候の場合は延期。（12月31日 23：40 -）
- 除夜の鐘

12月31日。

### 慈恩寺コンサート
2012年より「悠久の里 慈恩寺コンサート」を境内で行う。
- 2012年8月20日

東儀秀樹コンサート
- 2013年8月24日

高橋竹山の世界
- 2014年8月30日

鼓童ゆき逢ひ
- 2015年8月29日

オカリナ 宗次郎「土の響き」
- 2016年8月27日

東儀秀樹「雅の世界」
- 2017年8月26日

ウェイウェイ・ウー「二胡の響宴」
- 2018年8月25日

千住真理子「ヴァイオリン・リサイタル」
- 2019年8月24日

日野皓正クインテット 夜空に響くトランペット

## 拝観
境内へは無料で入ることができるため、重要文化財である本堂・山門・三重塔などの外観は自由に拝観することができる。
- 受付 9時 - 16時
- 拝観料 700円（15名以上600円）

## 札所

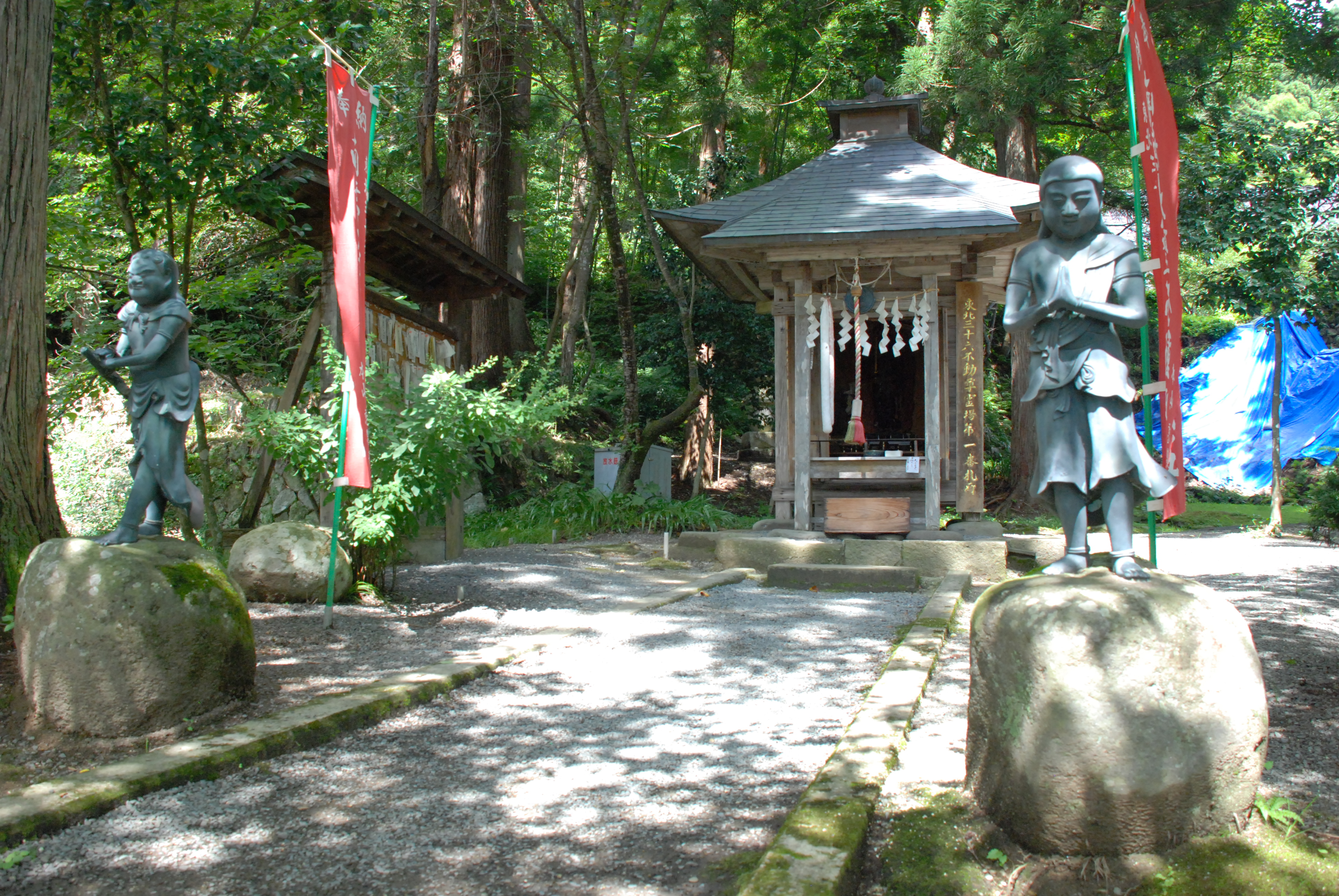
不動堂

- 東北三十六不動尊霊場 第一番札所
- 御詠歌

出羽路なる 大慈大悲の不動尊 結ぶえにしは 法のみ山に

## 所在地
- 山形県寒河江市大字慈恩寺地籍31

慈恩寺の所在する旧慈恩寺村は江戸時代を通して慈恩寺の寺領であり、1889年（明治22年）に町村制が発足すると日和田村・箕輪村と合併して醍醐村となった。1954年（昭和29年）、他の村とともに寒河江町と合併して寒河江市の一部となっている。

## アクセス
- JR奥羽本線天童駅から車25分。
- JR左沢線羽前高松駅から徒歩20分、寒河江駅から車12分。
- 山形自動車道寒河江ICから車15分。
- 山形空港から車20分。
- 山交バス慈恩寺口バス停から徒歩20分。

## ギャラリー

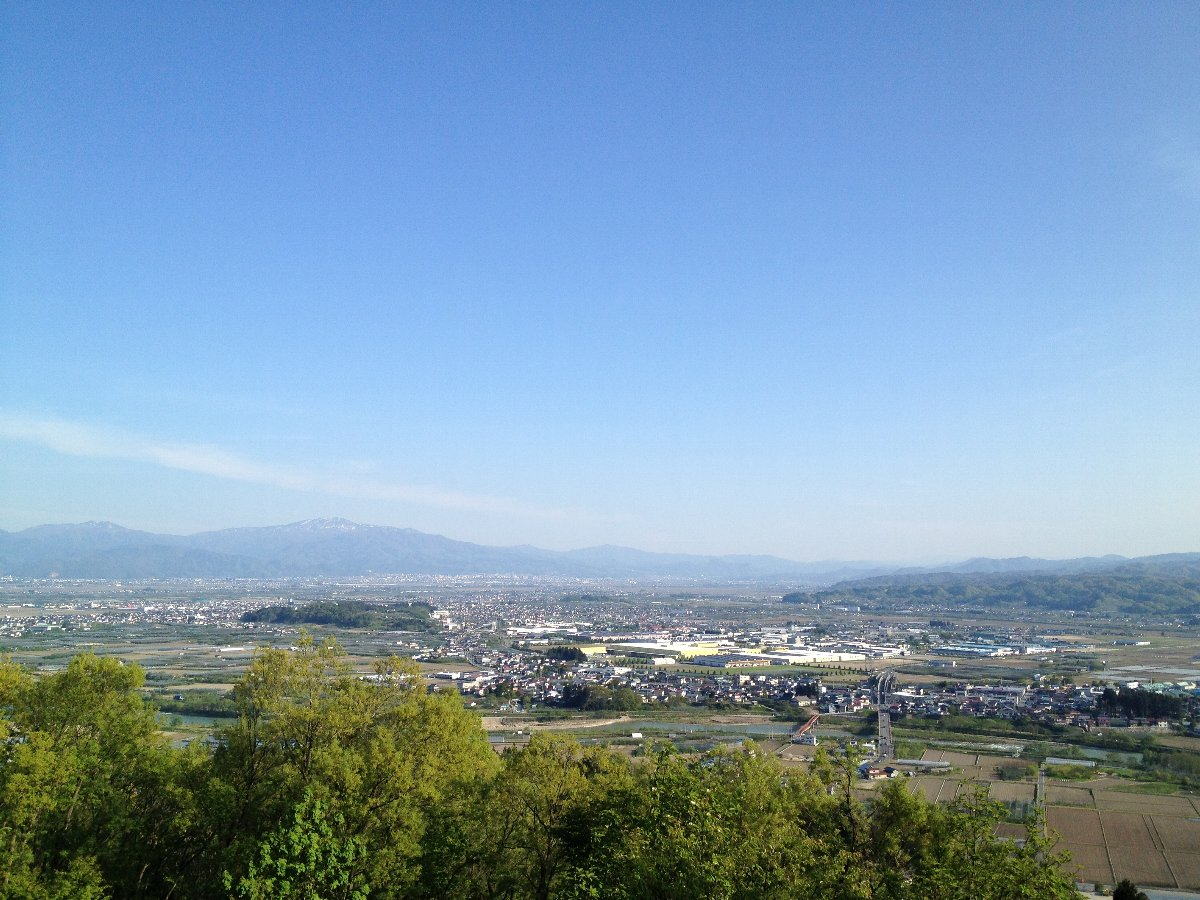
慈恩寺北方山王台公園からの眺め
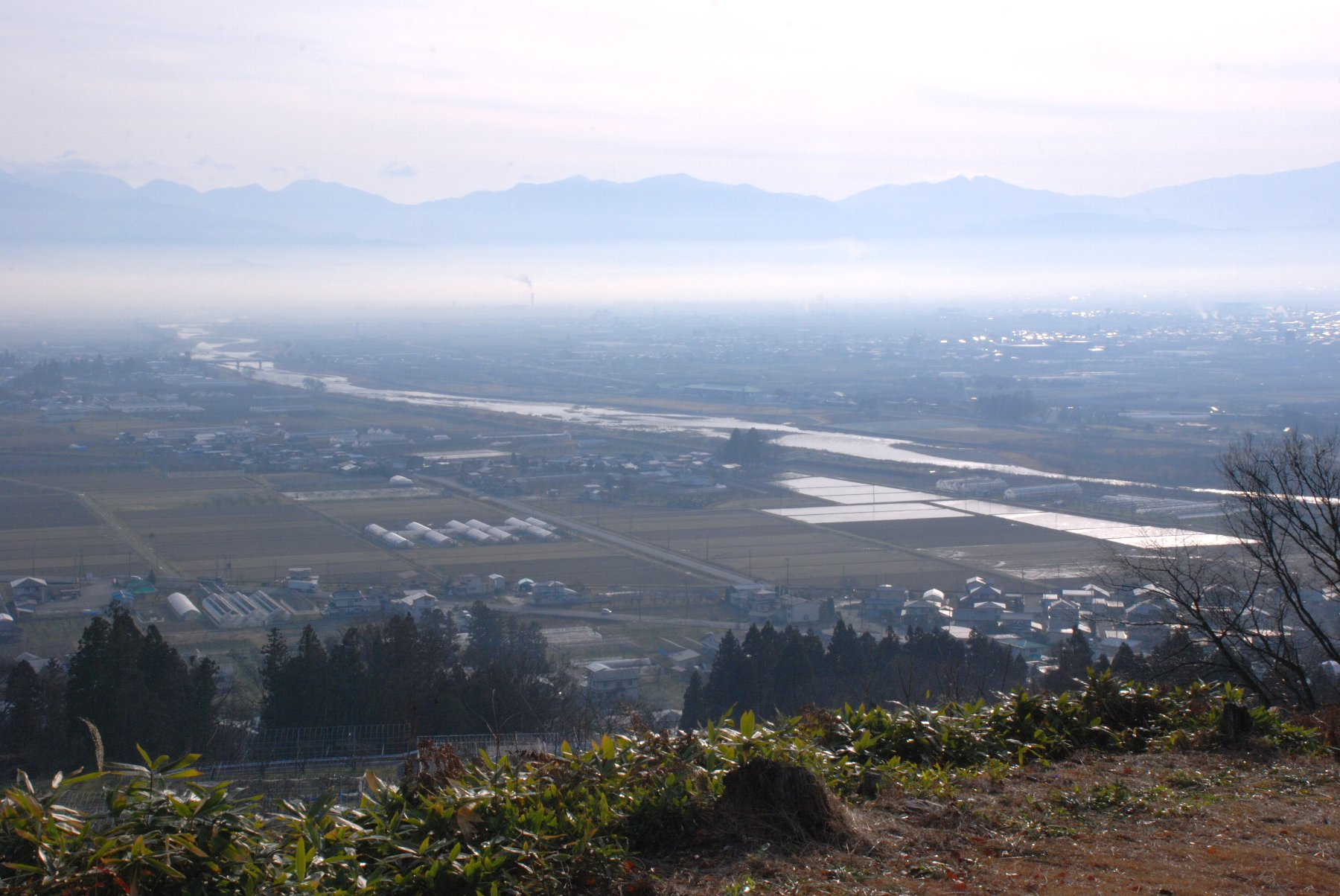
慈恩寺北方八千代台公園からの眺め（寒河江川）
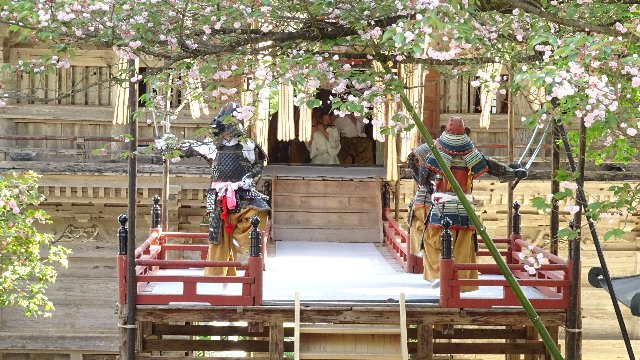
慈恩寺舞楽（太平楽）
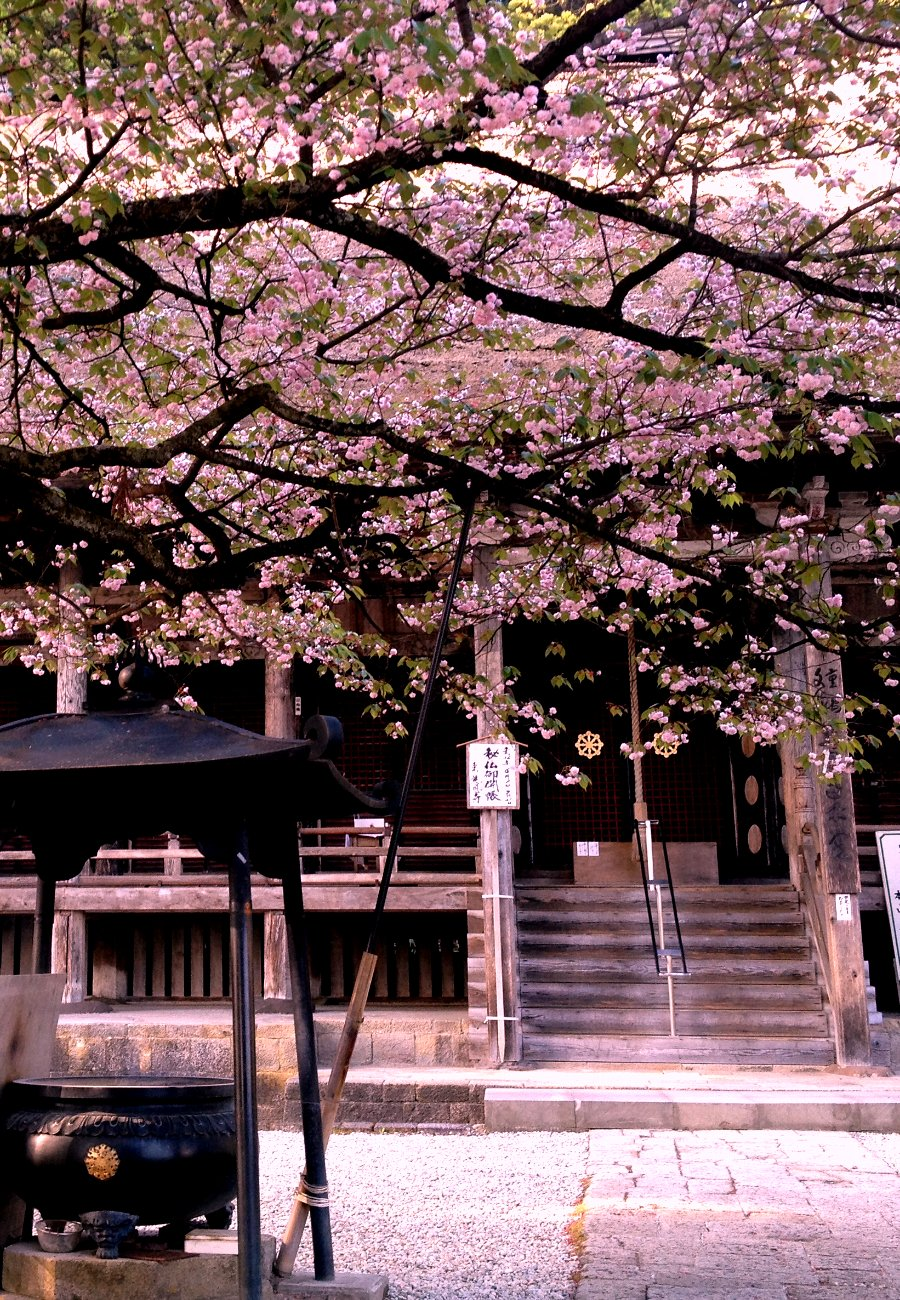
境内の稚児桜
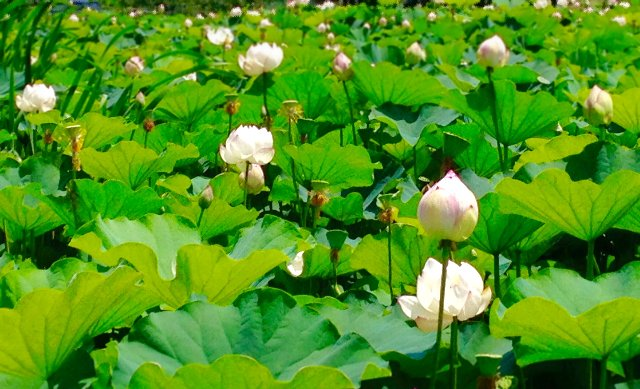
慈恩寺蓮（2015年）